# Henry Sumner Maine
Sir Henry James Sumner Maine (Kelso, 15 agosto 1822 – Cannes, 3 febbraio 1888) è stato un giurista e sociologo britannico, fra quelli di maggior rilievo del periodo vittoriano.
Alcune delle sue opere gli hanno permesso di essere ancora oggi ricordato come una pietra miliare nell'evoluzione della giurisprudenza anglosassone.

## Biografia
Nacque nel 1822 in Scozia in una famiglia benestante. Suo padre era un medico, e proprio questa origine non "giuridica" dette a Maine la predisposizione e studiare attentamente le situazioni che gli si ponevano davanti, andando oltre la semplice apparenza.
L'adolescenza di Maine fu caratterizzata dalla separazione dei genitori, fatto che influenzò non poco il suo carattere rendendolo fragile e timido. Secondo alcuni studiosi, proprio questo timore di relazionare con l'esterno fece nascere in Maine l'amore per l'introspezione e per la poesia.
Dopo studi liceali condotti in un collegio nei pressi di Londra, nel 1840 iniziò a frequentare l'Università di Cambridge con eccellenti risultati. Dopo soli quattro anni gli fu proposto di diventare assistente e ricercatore nell'ambito del Diritto antico e dei sistemi giuridici primitivi.
Nel 1847, a soli venticinque anni, accettò la Cattedra di diritto civile al Trinity Hall ed in breve tempo divenne "reader" presso la Corte di Londra.
Maine non indirizzò tuttavia la sua vita in una direzione sola: in questo periodo, infatti, sviluppò un forte interesse per il giornalismo. Scrisse articoli per il Morning Chronicle e, dopo la sua fondazione nel 1855, per il Saturday Review; i suoi articoli si occuparono di importanti temi, giuridici e non, come, ad esempio, la riforma dei tribunali inglesi e l'abolizione della Compagnia delle Indie.
Nel 1862, dopo la pubblicazione di "Ancient Law" ("Diritto Antico"), Maine partì per l'India dove accettò l'incarico offertogli dal governo inglese di Legal Member presso il Consiglio del Governatorato generale dell'India, al quale unì anche l'Ufficio di Vice-cancelliere della università di Calcutta. Tornato in patria alla fine degli anni sessanta, Maine accettò la cattedra di giurisprudenza presso l'Università di Oxford.
Nel 1875 porta alla stampa le "Lectures on the early history of Institutions", che altro non erano che la naturale prosecuzione di "Ancient Law" sulla base, però, delle antiche fonti giuridiche irlandesi.
Le sue lezioni, caratterizzate da puntuali riferimenti, ben presto si sarebbero incentrate sul diritto comparato e sulle esperienze da lui vissute in India. In omaggio a questi viaggi, ed esattamente dopo dieci anni dalla pubblicazione di "Ancient Law", Maine pubblicò un saggio intitolato "Village Communities of the East and West". I suoi insegnamenti e la grande risonanza che gli studi stavano riscuotendo gli valsero la nomina a membro del Consiglio Metropolitano dell'India e la cattedra di diritto internazionale a Whewell.
I suoi insegnamenti sul diritto internazionale sarebbero stati assai apprezzati, sia in termini di contenuto che in termini prettamente linguistici, tanto che le sue lezioni vennero pubblicate poco dopo la sua morte.
Infine, nel 1878 Maine accettò contemporaneamente la direzione della Trinity Hall di Cambridge e otto anni dopo la cattedra di diritto internazionale presso l'Università di Oxford.
Morì in Francia il 3 febbraio 1888. La sua fama e la grande considerazione di cui godeva, permise ad amici e colleghi di erigere un monumento in suo onore all'interno dell'Abbazia di Westminster.

## Pensiero
Maine visse in un periodo storico caratterizzato da un'idea della giurisprudenza legata a preconcetti e poco incline ad innovazioni metodologiche e di contenuto. Per questi criticabili aspetti dell'epoca ed alle sue vaste conoscenze, non limitate esclusivamente a materie giuridiche, volle forzare quel vecchio cardine arrugginito e indicare le nuove direzioni in cui gli studi del tempo si sarebbero dovuti orientare.
La sua costruttiva dialettica trovò strada sia in maniera esplicita sia in maniera implicita assumendo, come fonte attendibile, reperti etnologici e realtà sociali che nessuno aveva mai avuto la saggezza di studiare e che proprio per questo motivo, erano vergini a fronte di interpretazioni e strumentalizzazioni. Tutto ciò avvenne attraverso scritti di facile comprensione, accessibili anche a coloro che in tale materia avessero un semplice interesse.
Oltre che a un'educazione particolare, Maine deve la profondità dei suoi studi e delle sue idee a una vita passata a conoscere e a viaggiare. Non volle semplicemente gettare le reti, ma decise di andare incontro a realtà poco studiate se non addirittura sconosciute.
Fece quindi tesoro delle esperienze che la vita gli offrì: fu giornalista londinese di primo piano ed amministratore delle colonie anglo-indiane durante il periodo coloniale inglese e poi raffinato professore universitario durante il periodo in cui la carriera universitaria cominciava ad essere vista sotto una nuova e più nobile ottica.
Maine era in possesso di una rara abilità di linguaggio, tanto da essere definito come un "giurista con stile", e come "un autore da leggere al fine di capire che la giurisprudenza è una materia di grande interesse".
Tra le varie teorie formulate da Maine, due risultano significative a tal punto da suscitare e ottenere quindi, il consenso e l'approvazione da parte degli studiosi e dai pratici del Diritto. Una prima di queste è rappresentata dal noto passaggio, presente in Ancient Law , nel quale si intuisce dell'avvenuto passaggio, storico-sociologico, che conduce l'uomo "dallo status al contratto".
In un'altra tesi, Maine descrive la netta separazione, verificatasi in due momenti storici ben precisi, nei confronti dei quali la comunità - la quale inizialmente questa veniva identificata in relazione alla stirpe - da una definita ed individuata epoca successiva, i criteri di classificazione, ed identificazione, iniziarono con il venir formulati sulla base del  "valore", del "comune territorio" tra loro diviso. Mai, fino ad allora, si era prodotto una così chiara e precisa distinzione sulle comunità formate da persone.
Agli occhi dell'autore di Ancient Law, l'applicazione del metodo comparativo "ai costumi, alle idee e alle motivazioni" non rappresentava un'alternativa radicale, ma un correttivo alle limitazioni storiche della concezione analitica.
Maine dimostra come tutte le scienze giuridiche, storiche ed umanistiche siano in stretta parentela tra di loro. Non si può comprendere l'essenza del diritto senza conoscere l'antropologia, così come non si afferrerebbe la struttura della consuetudine, fonte prima del diritto internazionale, senza acquisire la conoscenza del diritto romano. Questo procedimento per apprendere rimane corretto ed attuale: il corpo giuridico, avendo ad oggetto la disciplina dei comportamenti degli individui, non può che avere come punto d'origine l'uomo in tutti i suoi aspetti.
Non v'è dubbio che la sua origine accademica sia quella di uno studioso del diritto romano, di uno storico ed uno storicista, ma la sua collocazione professionale risulta assai più ardua: le sue amplissime cognizioni e competenze lo hanno portato a passare, in tutta tranquillità, da una cattedra di diritto romano a una di diritto internazionale e di diritto comparato.
In ogni argomento affrontato da Maine, traspare la sua origine anglosassone: i problemi del diritto non potranno mai essere risolti se le norme che lo compongono non possiedono, tra le loro caratteristiche intrinseche, l'elasticità e la duttilità. L'individuo, a cui un ordinamento giuridico si deve riferire, si evolve, cambia aspetto e pensiero e con lui anche il diritto, altrimenti quest'ultimo finirà per regolare solo l'uomo che fu.

## Innovazioni introdotte da Maine
Nel 1861 Maine pubblicò un libro con la speranza di poter migliorare la situazione di stasi e lo stile retrogrado della giurisprudenza anglosassone.
Con "Ancient Law" volle descrivere i primitivi sistemi giuridici che aveva studiato sotto una lente che permettesse di guardare al di là della struttura che appariva al teorico del tempo, per poi collegare tali primitivi sistemi con le realtà giuridiche moderne. Questa peculiarità è riscontrabile in tutte le opere di Maine il quale conserverà questi principi guida del suo studio indipendentemente dalla materia da lui affrontata.

### L'importanza della semplicità di linguaggio
La pubblicazione della sua opera aprì una breccia nella tradizionalista giurisprudenza vittoriana che fino ad allora aveva analizzato la storia giuridica con occhi incapaci di vedere oltre le semplici apparenze, e che, inoltre, aveva ritenuto il mondo giuridico riservato solo agli studiosi e ai fruitori pratici del diritto.
Maine riteneva, invece, che gli scritti giuridici dovessero essere accessibili a tutti, senza barriere linguistiche e culturali. Per la prima volta si sentì parlare di “letteratura giuridica”. Dalle sue pagine emerge un utilizzo essenziale (e a volte provocatoriamente scarno) di annotazioni e di richiami; tutto è semplice, lineare e condotto su dati, appunto, essenziali.
Questa innovazione, in concerto con il successo che l'opera di Maine riscosse, portò un attento studioso della situazione giuridica del XIX secolo ad affermare (con un linguaggio di dubbio stile ma di sicuro effetto) che tale scritto fosse "l'unico esempio di best seller legale di quel secolo, e forse di ogni altro".
Il motivo di tale successo è facilmente individuabile: la semplicità e la chiarezza con cui il libro è scritto si materializza in una grande forza di attrazione nei confronti di un vasto numero di persone, indipendentemente dalla loro età e dalla loro sensibilità giuridica. Naturalmente una voce così forte, portò Maine ad esporsi alle critiche di coloro che non apprezzavano tale stile o più semplicemente che non lo comprendevano. Così fu che, negli anni, Maine si vide definire come "uno storico autentico che fa qualche concessione verbale allo schematismo evoluzionistico imperante", o più polemicamente come un "franco tiratore che, pur accogliendo il linguaggio delle teorie dell'evoluzione, si tiene assai più vicino ai fatti dei suoi contemporanei e dei suoi critici".

### L'importanza della storia nel Diritto
Maine non deve, però, la sua notorietà solo a sterili questioni di stile linguistico, ma al legame inscindibile che egli intuisce per primo tra le scienze giuridiche e quelle storiche, antropologiche e sociologiche, rifiutando soluzioni che non siano il risultato di attenti studi che si riportano all'origine e, soprattutto, al contesto degli eventi in cui si sono verificati:
(Henry Sumner Maine)
Da questo passo fondamentale contenuto, non a caso, nel primo capitolo di “Ancient Law” si possono cogliere numerose posizioni di Maine, da quella già accennata relativa all'importanza delle origini delle cose, a quella ben più decisa relativa al rifiuto per ogni concezione aprioristica e anacronistica del diritto e della scienza giuridica in generale. Maine, infatti, muove decise critiche alla scuola storica del tempo accusandola di non essere stata capace di inserire la realtà del passato all'interno della vita contemporanea.
Maine riconosceva, inoltre, che le teorie del diritto naturale erano cadute in discredito, tuttavia, per quanto criticabili, conservavano un lume di veridicità e di attualità. Dal momento che le teorie di diritto naturale erano così radicate all'interno del pensiero giuridico e filosofico dei suoi colleghi, Maine decise di affrontare questo suo "avversario" combattendolo in due modi: innanzitutto istituendo a suo carico un processo storico al fine di dimostrare che gran parte dei principi su cui si fonda erano privi di valore scientifico; in secondo luogo delineando possibili soluzioni a realtà assai criptiche e di cui si conosceva ben poco.
La dura critica di Maine arriva ad attaccare in maniera cruda anche lo ius naturale dei giureconsulti romani. La sua analisi non tiene tuttavia conto dell'oggettiva difficoltà di ricostruire in maniera completa e lineare il pensiero dei romani, nonostante secolari sforzi indirizzati in tale direzione. Correttamente Icilio Vanni ha rilevato che la sistematica precisione delle nozioni giuridiche dei romani è accompagnata da un'indeterminatezza nelle loro nozioni filosofiche. Legittimo è dunque il dubbio se una ricostruzione piena e sicura non debba continuare a sfidare gli sforzi degli interpreti, soprattutto quando siano diretti a ricomporre queste nozioni a un "insieme di vedute e ad organismo di dottrine".
Questo attento studio della realtà e delle origini delle cose affonda le sue curve radici nell'esigenza di Maine di cercare informazioni attraverso il contatto diretto con la realtà che lo circonda, finanche scavando nella memoria delle persone o dei popoli che hanno vissuto direttamente un'esperienza. Questa peculiarità dell'autore è stata correttamente definita come "la tradizione orale di Maine". In lui la tradizione orale, il disadorno racconto di un funzionario coloniale o la percezione diretta dello stato dei fatti o dei luoghi hanno un valore pari all'oggettività di un documento che, per quanto sincero e fedele, riporterà sempre non solo i fatti ma anche le impressioni e le interpretazioni di colui che lo ha scritto.
Da questo schema elementare, si desume, secondo Maine, la necessità di riporre estrema fiducia nella competenza e nella preparazione di Henry Sumner Maine al fine di poter godere di scritti che, anche per questo motivo, hanno ampio significato sia giuridico che storico-letterario.
Proprio questa necessità di fiducia nell'autore da parte di chi gode dei suoi scritti lo rese così vulnerabile e facilmente attaccabile da chi, come già detto, non lo apprezzava o non lo capiva. Spesso, all'interno degli scritti di Henry Sumner Maine si rinviene anche una traccia della curiosità del mondo che caratterizzava gli uomini nel secolo scorso. In tal senso è significativa la nota contenuta all'interno del suo saggio su "Village Communities in the East and West" dove Maine faceva tesoro d'informazioni, sempre attendibili, provenienti da terre lontane come le isole Figi, l'Africa del Nord e addirittura dalla zona nord americana delle Montagne Rocciose.
Il giurista non può, quindi, analizzare un'entità giuridica senza avere vestito i panni dello storico e del comparativista, altrimenti finirebbe per guardare le cose senza averle osservate, per poi scrivere un testo, o più semplicemente un saggio, dove le parole hanno più peso dei contenuti. Questo principio che è solo una delle pietre su cui Maine fonda il suo pensiero è facilmente riscontrabile in tutte le sue opere, ma è di pronto impatto all'interno di "International Law", dove Maine fa uso di termini che poco si attagliano alle austere abitudini delle università del Regno Unito, ma che hanno l'enorme pregio di descrivere una materia dinamica come il diritto internazionale in maniera immaginifica e di sicuro interesse per ogni lettore, non risparmiandosi termini ed argomenti che difficilmente si trovano negli scritti dei professionisti del diritto del secolo scorso.

### Maine e la sociologia del diritto
L'immensa approvazione che le opere di Maine, in particolare "Ancient Law", ricevettero nel secolo scorso in Inghilterra, suggerirono, tra le tante possibili, anche una lettura in chiave sociologico-giuridica. In effetti, Maine è annoverato tra i precursori di questa disciplina giuridica che non si limita a studiare i singoli fatti, ma li analizza nell'ambiente in cui questi sono nati e si sono evoluti.
La riflessione di Maine che ha maggiormente catalizzato l'attenzione dei sociologi è sicuramente la formula "dallo status al contratto" che è un'"asserzione in termini nomologici" dello sviluppo sociale. Su questa teoria dello sviluppo sociale si è sviluppata un'ampia discussione, ancor oggi viva, rivolta a stabilirne la fondatezza, anche alla luce del suo significato letterale.
In merito a ciò si può liberamente affermare che l'intento di Maine è stato essenzialmente e semplicemente quello di segnalare che in quelle società, che egli definisce "progressive" si è manifestato un graduale cammino verso l'emancipazione dell'individuo.
La teoria elaborata dal Maine di un modello di sviluppo del diritto nelle società progressive è non meno importante, anche se meno nota, della formula "Dallo status al contratto". Secondo l'autore, i sistemi giuridici subiscono un adattamento alle mutate condizioni sociali attraverso alcuni meccanismi: le finzioni legali, l'equità e, infine, la legislazione. L'analisi, contenuta in questo preciso ordine all'interno di Ancient Law, risulta estremamente interessante nel momento in cui affronta l'argomento delle "finzioni legali". Al riguardo, Friedman correttamente afferma che "le finzioni legali adempiono al fine di distribuire artificialmente il potere, di cui il diritto è un riflesso".
Di estremo interesse, in particolare se si guarda al momento storico della sua formulazione, è la teoria di Maine in tema di atti illeciti. L'autore mette in luce una teoria che trovò pochi sostenitori all'epoca ma che oggi è in grande considerazione presso giuristi e storici. Il ragionamento mainiano prendeva in considerazione la concezione pubblicistica del reato, cioè l'idea dello ius puniendi appartenente alla comunità come tale, che lo esercita attraverso il meccanismo di un diritto centralizzato, ed altro non è che una contingenza storica collegata al processo di unificazione del potere politico attorno all'entità-stato. In altre parole, Maine non guarda al reato partendo dal punto di vista del "danno risarcibile" e quindi da un'ottica privatistica, o meglio soggettiva, del reato, bensì pone attenzione al soggetto collettivo offeso dal comportamento dannoso.
Recentemente è stato affermato che l'opera dello storico inglese resta, più che un punto di riferimento ideologico, lo strumento per arricchire una complessa analisi genetica e morfologica di alcuni istituti giuridici.

### Dallo Status al contratto
Lo studio condotto da Maine porta a una visione grandangolare del contesto storico-giuridico in cui le persone nascono e si evolvono. Quest'ampio campo di visuale porta Maine ad elaborare il passaggio, o usando le sue parole "la formula", più nota di Ancient Law. Con questa ci guida nel comprendere che la transizione verso il moderno è segnata dal passaggio da rapporti di status, basati su dipendenze da uomo a uomo "statiche", prestabilite dall'ordine sociale e difficilmente modificabili, a rapporti stabiliti per contratto, limitati nel tempo e garantiti dalla libertà degli individui anziché dalla loro soggezione. L'evoluzione della società e degli ordinamenti conducono dunque "dallo status al contratto".
La formula ha impressionato molto, ed è ancora in voga; è stato naturale interpretarla come la manifestazione giuridica dell'altra contrapposizione di concetti, lanciata qualche anno dopo Henry Maine da Ferdinand Tönnies, secondo il quale la società moderna ha i caratteri di una Gesellschaft di individui liberi e autonomi, mentre nelle società primitive prevalgono i caratteri unificanti della Gemeinschaft.
La mentalità di fondo che pervade tutto il pensiero ottocentesco e che giunge praticamente indisturbata fino alle soglie dei nostri giorni può essere espressa in questi termini: la famiglia è un'istituzione socialmente prodotta, che all'inizio della preistoria coinciderebbe con l'intera società (tribù, clan, villaggio) e verrebbe poi via via differenziandosi e restringendosi, rispetto alla società, come nucleo distinto e separato, finché, per la prevalenza dei caratteri acquisitivi moderni su quelli ascrittivi antichi (dallo status al contratto), essa sarebbe destinata a perdere i connotati istituzionali di "cellula primaria" della società per divenire una pura aggregazione di individui, basata essenzialmente sull'affettività e sui rapporti primari connessi alla riproduzione biologica.
Sull'argomento Maine stesso afferma che:
(Henry Sumner Maine)
Ancora:
(Henry Sumner Maine)

## Opere

### Ancient Law
Ancient Law è sicuramente il testo più conosciuto di Maine; l'impressione che il lettore riceve dall'opera è di essere di fronte a profonde ricerche storiche e concettuali.
Al fine di poter trovare la tranquillità necessaria per "disegnare" il manoscritto secondo il suo stile e le sue idee, Maine abbandonò Londra per un lungo periodo rifugiandosi nelle tranquillità di Wimbledon che all'epoca era ancora "dolce campagna". L'opera fu, in ogni modo, completata a Londra nel gennaio del 1861.
Come dichiara esplicitamente lo stesso Maine, Ancient Law non è "un trattato di giurisprudenza romana", ma nonostante ciò essa fu l'opera ottocentesca che influenzò maggiormente e più a lungo la letteratura.
Parte della dottrina ritiene che questa forza concettuale di Ancient Law derivi dal fatto che il suo autore, a differenza di altri che affrontarono, e tutt'oggi affrontano, tale materia, avesse tratto linfa da una scuola giuridica e non da una scuola storica e che, grazie a ciò, abbia l'oggettività e la competenza che spesso non possiedono gli storici nel valutare il ruolo del diritto nel cammino di "incivilimento dell'umanità", come allora usava dire.
La ragione del suo successo metodologico non fu questa, o meglio non solo questa. Infatti, altri illustri giuristi del tempo trattarono il medesimo argomento di Maine senza, però, lasciare tracce così profonde nel tempo. Le ragioni che portarono i romanisti a scegliere Maine furono essenzialmente dettate da questioni di contenuto.
Secondo Maine, l'organizzazione familiare originaria era patrilineare e patriarcale: sia che egli ritenesse il suo schema evolutivo universalmente valido, sia che si limitasse a descrivere l'evoluzione della civiltà da parte dei popoli ariani. Molti altri autori, al contrario, ritenevano che l'evoluzione della società, dopo un periodo di promiscuità, avesse vissuto due momenti distinti: la fase originaria, caratterizzata da una struttura matriarcale, mentre il patriarcato si sarebbe sviluppato solo nella fase finale dell'evoluzione delle istituzioni giuridiche.
McLennan, nel 1865, teorizzò l'esistenza di un momento di organizzazione "matrilineare":
(Mc Lennan)
Questa articolata tesi di McLennan venne poco dopo riveduta e corretta dallo stesso autore ma senza rilevanti risultati d'idee e senza consensi da parte degli studiosi. Per i motivi già detti, Maine era considerato una fonte più attendibile avendo affrontato argomenti attraverso un'ottica che permettesse di guardare in più direzioni contemporaneamente senza alcun preconcetto ed inoltre poteva giovarsi di una cultura, profonda, che attingeva nozioni in più campi, giuridici e non.
Nella prefazione di Ancient Law, Maine afferma che l'obiettivo principale delle sue pagine è quello di indicare alcune delle idee più antiche dell'uomo, così come si trovano riflesse nel diritto antico, e mettere in luce il rapporto che intercorre fra quelle idee e il pensiero moderno. Confessa, inoltre, che la sua opera non avrebbe potuto vedere la luce se non fosse esistito un "corpus juris", come quello romano, che nelle parti più arcaiche conserva tracce dell'antichità più remota e con le norme più recenti ci offre la disciplina giuridica da cui provengono le istituzioni civili che ancor oggi regolano la società moderna.
Due capitoli del libro, prosegue Maine, sono stati riservati ad alcune teorie filosofiche dei giureconsulti romani per due motivi: in primo luogo perché l'autore ritiene che tali teorie ebbero una notevole influenza sulla struttura del diritto moderno assai più incisiva di quanto si pensi. In secondo luogo, si ritiene che esse costituiscano la fonte principale di molte delle concezioni che sono prevalse, fino ai tempi più recenti, nelle materie di cui si tratta nel libro in essere.
Sarebbe stato impossibile all'autore andar lontano nella sua impresa senza dire la sua opinione sull'origine, il significato ed il valore di quelle speculazioni.
Ancient Law è strutturato in dieci capitoli i cui argomenti spaziano dai principi generali degli ordinamenti fino alle singole fattispecie filtrandosi attraverso la filosofia del diritto. Le materie prese in esame non sono limitate al diritto romano, ma gli argomenti si muovono ordinatamente dalla realtà europea a quella asiatica. Lo scopo di questa continua ricerca è da ravvisarsi nell'intenzione di Maine di mostrare il cammino delle diverse evoluzioni del diritto in habitat totalmente diversi. L'autore riteneva che l'eccezionale struttura del diritto romano avesse, direttamente o indirettamente, influenzato tutta l'evoluzione giuridica dei paesi geograficamente limitrofi all'Italia o che, comunque, si videro imporre istituti giuridici di origine romana. Lo studio mainiano, quindi, volle conoscere di ordinamenti giuridici, o spesso anche solo dei loro embrioni, che si erano rispettivamente evoluti in ambienti vergini dall'influenza romana, al fine di studiare il reale impatto dell'ambiente sociale e geografico sull'evoluzione della scienza giuridica.
Lo studio condotto da Maine sul diritto romano coprì il periodo che intercorre dall'VIII secolo a.C. fino ad arrivare alle codificazioni di Giustiniano. Con questo ampio campo di ricerca volle dimostrare che in questa "società progressiva", le finzioni legali, l'equità e la legislazione hanno il compito di colmare le lacune che si vengono a formare con il tempo in questo genere di società.
Maine rileva come una comunità organizzata di persone ha, e sempre avrà, necessità ed esigenze che muteranno con il mutare dello stile e del tenore di vita. L'autore, come detto, individua in questi strumenti giuridici la soluzione per permettere a un "corpus iuris" di mantenersi conforme con le esigenze del popolo e di non divenire anacronistico. Per fare ciò Maine utilizza due argomentazioni:
- innanzitutto dimostra come i responsa prudentium hanno interrotto il rigido monopolio esercitato dall'interpretazione dottrinale eseguita dai pontificies, che secondo il suo parere andavano ben oltre i loro compiti. Infatti i responsa molto spesso non rispecchiavano il contenuto delle XII tavole, e le finzioni legali "sistematicamente finivano per modificare, estendere o limitare il contenuto delle dodici tavole". Maine non condivise intolleranza di Bentham per le finzioni legali, sostenendo che queste "soddisfano il desiderio di migliorarsi (...) senza per questo offendere le loro origini";
- La seconda argomentazione utilizzata da Maine si riferisce all'"equità" che, verso la fine del periodo repubblicano, soppiantò i responsa divenendo lo strumento principe attraverso cui tenere al passo con i tempi il complesso sistema giuridico romano.

L'autore riteneva che questi cambiamenti possano essere rinvenuti all'interno delle pronunce del praetor peregrinis (247 a.C.). La fonte di questo principio può essere rinvenuta nella nozione filosofica greca di "legge di natura". Infatti questo principio venne applicato all'interno degli editti dei pretori al fine di completare e raffinare il loro contenuto.
Così come per le finzioni legali, Maine non si espone troppo nel giudicare l'equità, affermando che "tale innovazione ha evitato una situazione di stasi delle leggi romane, (...) pur non essendo un rimedio rivoluzionario o anarchico".
Le teorie espresse da Maine all'interno di Ancient Law, insieme ai suoi nuovi metodi di studio, hanno influenzato profondamente gli studiosi della storia e del diritto romano, sia in riferimento ai contenuti, sia in riferimento alle tecniche di studio. Naturalmente non sono mancate critiche all'autore ed alla sua opera, ma in sintesi si può affermare che Maine è uscito vittorioso da questo processo (perché di processo si è trattato), e che grazie alle sue idee si è potuto iniziare studiare il diritto romano con un metodo nuovo, efficace e completo.

### Lectures on the Early History of Institutions
La data di pubblicazione di questo suo libro risale al 1875 e la prefazione ci indica che l'intento dell'autore è quello di approfondire alcune questioni trattate all'interno di Ancient Law.
I primi capitoli del libro sono caratterizzati da una lunga e dettagliata analisi storica, con la quale volle rispondere ai recenti lavori di alcuni studiosi; le sue "letture" contengono riferimenti a Sohm, Le Play, Morgan, McLennan, Tylor e molti altri. Maine, alla luce di nuovi studi, non mutò i suoi convincimenti e la sua voce apparve fin troppo "insistente e persino stridente"  in questo contesto ideologicamente innovativo.
La discussione di Maine era ferma, decisa e caratterizzata da una continuità di pensiero con la sua opera precedente. Alcuni temi toccati da Maine in questa opera avevano, fino ad allora, ricevuto poca attenzione da parte degli studiosi. In particolare l'autore dimostrò come le antiche leggi irlandesi (cosiddette Brehon laws) erano fonti giuridiche di notevole interesse, e rappresentavano validi strumenti per esemplificare l'evoluzione legale in genere. Il suo entusiasmo nel descrivere tale sistema lo spinse fino a definirlo, pur rimanendo scettico sulla reale autenticità di tali leggi, come un vero e proprio codice in tutto paragonabile alle XII Tavole dei romani.
I dubbi sulla loro autenticità non fecero scemare l'interesse di Maine nei loro riguardi ritenendole, comunque, "materiale di enorme interesse per gli studiosi e per i pratici del diritto".
Questo entusiasmo condusse inevitabilmente Maine ad assumere posizioni - spesso anche di carattere politico - assai criticate. Nella disquisizione relativa alla storia legale irlandese, Maine dichiarò come imprescindibile la presenza di una forza statale centralizzata, al fine di poter sviluppare idee giuridiche moderne ed attuali. Questa affermazione assunse un forte carattere politico, dal momento che l'Irlanda stava vivendo forti mutamenti istituzionali.
Queste lectures sono singolarmente caratterizzate da un'incoerenza insita nell'ideologia dell'autore, che infatti politicamente amava affrontare singoli problemi, estrapolandoli dal contesto in cui si trovavano.
Un chiaro esempio di questa tendenza (essendo un feroce nemico del nazionalismo moderno) si può trovare nel suo pensiero critico in relazione al rapporto tra la politica e coloro che sono portatori di ideologie caratterizzate da un rigido dogmatismo. Maine etichettò come "violento" quel processo, che tendeva a sostituire il concetto di "territorio comune" con quello, ben più pericoloso, di "razza comune". Il suo attacco a tali ideologie fu assai flemmatico: egli asseriva l'inesistenza di presupposti che lo giustificassero e l'impossibilità di attuare una simile politica criminale, visto che le razze etniche non erano più facilmente distinguibili tra loro.
Queste teorie sono paragonabili alle idee della giurisprudenza storica tedesca di cui Maine era sicuramente a conoscenza: la sua influenza politica sarebbe sicuramente stata più pesante qualora avesse approfondito i punti di contatto che lo legavano alla scuola germanica.
Di particolare interesse risultano le ultime due lectures, poiché dimostrano il costruttivo utilizzo del metodo comparativo come strumento critico nei confronti dei pregiudizi di cui soffrivano i suoi connazionali. Il fine che Maine si era preposto, attraverso questo metodo, era quello di radicare un mutuo rispetto tra nazioni e tra i rispettivi abitanti. Queste ultime due lectures prima facie appaiono in contrapposizione con il resto dell'opera, dal momento che sono quasi totalmente dedicate a un'attenta analisi delle idee e delle teorie di John Austin e sono solo in parte specchio del suo pensiero e del suo percorso di ricerca verso le origini del diritto antico. Questa nicchia riservata al suo illustre collega appare, comunque, piuttosto forzata, ma Maine non poté assolutamente ignorare le sue idee: parlando ad Oxford, Maine affermò che:
(Henry Sumner Maine)
Maine riconosce meriti intrinseci sia a Bentham sia allo stesso Austin per il loro rifiuto a trattare argomenti partendo da concetti aprioristici plaudendoli, invece, per essersi attenuti a stretti ragionamenti scientifici quali l'osservazione, la comparazione e l'analisi. I loro meriti valsero loro l'approvazione anche da parte del lettore che non condivideva le conclusioni raggiunte: il ragionamento vigoroso e la mano delicata sono "indispensabili per liberare la mente".
La semplicità del linguaggio che caratterizza Ancient Law fu uno dei motivi per cui tale opera ebbe così tanta notorietà. Concausa di questa scelta fu la preoccupazione di Maine dopo aver visto il fallimento di Austin nel disquisire esclusivamente a un pubblico erudito; l'attenzione di Maine nei confronti di Austin all'interno di quest'opera lo indusse, comunque sia, a una sua parziale "riabilitazione", definendo il suo "contorto" linguaggio come una "peculiarità" dello stile dovuta all'estremo interesse che Austin nutriva nei confronti di Bentham e Hobbes con cui aveva "un continuo scambio di idee". Questo forzato recupero della stima portò Maine a fare una distinzione teorica imposta, affermando che "il maggior problema che si pone al lettore di Austin non riguarda lo stile ma la forma, in cui i concetti di legge, diritto e doveri sono racchiusi". Sfortunatamente questa azzardata distinzione fra stile e forma si mostra piuttosto oscura e la sua elaborazione appare superficiale e priva di un significato concreto. L'intento di Maine era quello di mettere in discussione non tanto le singole argomentazioni di Austin, quanto le premesse su cui queste si fondavano. A prova di ciò esiste una considerazione che lo stesso Maine fece a proposito di Austin definendolo come uno "dei maggiori esperti in economia politica di cui però non condivido, nella loro pienezza, le premesse e i postulati".
A seguito di queste introduzioni Maine effettua un'analisi delle idee di Austin, dalla quale appare evidente un suo interesse per il concetto di Sovranità ma, allo stesso tempo, prende le distanze dai motivi che Austin adduce all'origine di questa. Infatti, Austin affronta questo problema in maniera assai superficiale, supponendo che l'origine della Sovranità sia un dato di fatto o meglio, usando le sue parole, "un'entità esistita a priori". Questa posizione, per Maine, è indifendibile; poiché sostiene che non sia possibile giungere a una simile conclusione senza avere affrontato con attenzione e con scrupolo una simile evoluzione altrimenti, come nel caso, si rischierebbe di pervenire a una soluzione totalmente "astratta".
In conclusione si può affermare che queste sue "lectures" hanno avuto il merito di porre, per la prima volta, all'attenzione di studiosi e pratici, la realtà irlandese ed hanno trattato in maniera civile e discreta argomenti delicati come il nazionalismo. Nonostante ciò alcuni critici ritengono che questa opera abbia poco da offrire sotto l'aspetto dottrinale e filosofico, risultando a volte ovvia e caratterizzata da osservazioni ripetitive circa la storia e l'evoluzione della legge.

### Dissertations on Early Law and Custom
Nel 1883, subito dopo la conclusione delle lectures, Maine iniziò le sue "dissertazioni" avendo cura, come nel suo stile, di mantenere una linea di continuità tra le opere. Appare subito chiaro al lettore che Maine ha adottato un nuovo approccio linguistico nell'analisi dei testi rispetto ai suoi lavori precedenti: per la prima volta si concede a descrizioni sature di dettagli e spesso assai accademiche che poco hanno a che vedere con lo scarno linguaggio che lo aveva fin qui caratterizzato. Questo mutamento di stile non lo conduce, però, a scemare la comprensibilità e la chiarezza dei suoi testi. Ad esempio, nel considerare l'origine dei regnanti, Maine non si seppe trattenere dall'affermare che:
(Henry Sumner Maine)
Questo passo dell'opera, permette a Maine di assumere posizioni politiche ben più decise di quelle che lo avevano già visto protagonista nei suoi precedenti scritti. Nel considerare i motivi che portarono alla rovina il sistema feudale inglese e francese, Maine si espone come portatore degli ideali e del concetto di proprietà privata affermando il suo "connotato estremamente conveniente" e "...che il suo carattere cogente avrebbe portato solo benefici verso il rispetto dei cittadini nei confronti dell'ordinamento giuridico". I suoi proclami assunsero anche carattere pubblico: predicò platealmente la vendita dei fondi vittoriani che fino ad allora erano gravati da rigide restrizioni di disponibilità.
Il settimo capitolo delle dissertazioni è caratterizzato dal parallelo tra le idee dell'autore sulla nascita della famiglia patriarcale e le teorie darwiniane sull'evoluzione dell'uomo ed in particolare sulla selezione naturale della specie. In merito a questa comparazione, ed in particolare con riferimento all'istituzione della figura del "primogenito", Maine afferma che
(Henry Sumner Maine)
Maine ritiene che
(Henry Sumner Maine)
Con questa teoria Maine volle mettere in ridicolo tutti coloro che ritenevano che ogni periodo storico fosse caratterizzato da una, seppur elementare, organizzazione giuridica. L'autore si sentiva protetto da teorie scientifiche che godevano di un ampio credito in seno alle istituzioni accademiche di tutto il mondo.
Maine, con Dissertations on Early Law and Custom, era ansioso di portare alla luce un'opera che riscuotesse consensi sia grazie ai contenuti, ma anche grazie a un fascino squisitamente linguistico.
Le linee guida del libro ricalcano quelle degli scritti precedenti dell'autore: ben marcata rimane l'opposizione a concezioni aprioristiche, così come evidenti sono i richiami allo studio comparato ed ai suoi personali sentimenti politici. Giustamente è stato fatto notare che all'interno di quest'opera Maine si trova, spesso, nella (scomoda) posizione di dover rispondere a domande che lui stesso si era posto in passato.
Ciò premesso appare di facile comprensione il motivo per il quale questo testo risulta spesso irregolare e sconnesso; l'impressione che dà al lettore è quella di un libro scritto "al contrario", valere a dire, un libro il cui punto di partenza siano i risultati e non le premesse.

### Popular Government
Popular Government rappresenta un'opera minore di Maine e può essere definita come una raccolta di saggi ispirati ad articoli pubblicati dallo stesso giurista sul Quarterly Review nel periodo tra il 1883 ed il 1885. Questi articoli evidenziano la sua graduale perdita di interesse nei confronti della dottrina giuridica a favore di questioni caratterizzate da una spiccata attitudine politica.
Molti argomenti contenuti nei quattro "saggi" sono prettamente riferiti alla vita del tempo e difficilmente il lettore potrà trovarvi un interesse "attuale" ed a stento vi si potrà trovare un significato che non sia esclusivamente storico.
All'interno del primo "saggio", Maine osserva la realtà costituzionale inglese che era ormai giunta alla soglia del suffragio maschile universale e dichiara apertamente il suo scetticismo nei confronti di tale traguardo democratico. I suoi timori davanti a tale traguardo di libertà sono mossi da sospetti che tale innovazione possa portare a un indebolimento istituzionale della proprietà privata ed a una perdita di benessere generale.
Questa argomentazione di Maine nasce dal timore di un'evoluzione sociale e giuridica inglese che avrebbe portato a un nuovo ruolo dei giuristi caratterizzato da modernità da lui non condivisa. Rivolgendo lo sguardo attentamente al suo pensiero si può notare una diffidenza nei confronti dei capisaldi costituzionali inglesi che, a suo giudizio, erano inefficaci e che meritavano di essere rivisti seguendo lo stile costituzionale americano. Con ciò, naturalmente, Maine non intende auspicare la rinuncia alla Common Law o l'abolizione degli Inns of Court, quello a cui lui si riferisce è che il Common Law ed il Common Lawyer cesseranno di dominare il mondo giuridico ed istituzionale; in particolare, la relazione che intercorre tra la dottrina giuridica ed il pensiero politico non potrà più essere considerata come fonte delle libertà civili che, invece, dovranno trovare legittimità, fonte e disciplina solo all'interno di una Costituzione rigida e positiva.
Pochi anni dopo la pubblicazione di Popular Government, A.V. Dicey portò alla stampa un'opera assai conosciuta ed apprezzata nell'Inghilterra del tempo. Questa sua opera contiene forti somiglianze con Ancient Law, sia di stile che di forma, tanto da lasciare supporre un'attenta lettura delle opere di Maine da parte dell'autore, il quale fece sicuramente sue le doti dialettiche di Maine pur criticando la visione di Maine in relazione al rapporto intercorrente tra la giurisprudenza e la politica. Infatti, la visione contenuta all'interno di Popular Government di questo rapporto e quella contenuta all'interno di Law of the Constitution sono assai simili: entrambi gli autori si mostrano preoccupati della mancanza di armonia tra la legge e la realtà politica, ma la soluzione a questo problema non è concorde:
- Dicey si mostra profondamente tormentato dai problemi che affliggevano l'ordine degli avvocati. Infatti, nei decenni antecedenti il 1880 molti giuristi si erano mostrati preoccupati nel notare un'evoluzione, in materia, del pensiero della giurisprudenza che si era mostrato affascinato dalle riforme piuttosto che dalla tradizione. Dicey, al contrario di Maine, ebbe la sensibilità di notare che in quegli anni l'umore dei cittadini stava cambiando e plaudì il Common Law per la sua capacità si sapersi adattare a una realtà mutevole;
- Maine non condivise in nessun modo questo pensiero:

(Henry Sumner Maine)
Il fermo sostegno di Maine nei confronti del conservatorismo gli procurò, naturalmente, molte critiche alle quali Maine rispose nei suoi articoli. Il suo scontro più feroce trovò come bersaglio Bentham ed il suo appoggio al suffragio universale: all'interno del secondo saggio, Maine afferma che le masse non sono capaci di comprendere quale siano i loro interessi, cosa che invece risulta possibile solo a pochi ed in particolare alla aristocrazia colta.
All'interno dei suoi articoli - che sono parte integrante di questa raccolta - Maine esplora molti altri temi in cui appare evidente la sua apprensione nei confronti della gestione del potere. Ad esempio il ruolo a cui dovrebbero attenersi le giurie ed i poteri che dovrebbero competere ai partiti politici. Tutte queste questioni furono analizzate in maniera assai pessimistica: all'interno del secondo saggio, Maine afferma che
(Henry Sumner Maine)
Questa corretta analisi dello stato dei fatti, sicuramente dettata da esperienze vissute dallo stesso autore nel corso della sua vita forense, lascia intravedere (anche nel caso di questa semplice raccolta) la linea di continuità con tutte le sue opere precedenti e la sua costanza nel farsi difensore valoroso di una giustizia imparziale e priva di condizionamenti.
Parte della dottrina ha affermato che Popular Government non ha raggiunto gli obbiettivi che Maine si era proposto. I motivi vanno ricercati sia nel fatto che l'opera è composta di articoli giornalistici che, già pubblicati, non crearono alcuno scontro dottrinale, sia nell'estrema superficialità con cui alcuni argomenti sono stati affrontati dallo stesso Maine.
L'opera soffre una mancanza di un ragionamento univoco; gli articoli riportati nella raccolta avevano sicuramente un significato più comprensibile nel momento storico in cui furono riportati sui giornali che dettero loro stampa, mentre all'interno di questa collezione risentono, senza dubbio alcuno, di poca omogeneità e chiarezza.

### Village Communities in the East and West
Village Communities in the East and West può essere considerata come un'evoluzione delle teorie espresse all'interno di Ancient Law. Quest'opera mantiene una rigida linea di continuità con il pensiero di Maine concedendo degli spunti sociologici e comparativi di grande interesse.
Questo saggio mostra apertamente ai lettori la sorprendente abilità metodologica di Maine: all'interno dell'opera trovano spazio pregevoli ricostruzioni storiche e l'immenso carico di esperienza che l'Autore ha raccolto durante le sue esperienze in Oriente.
Gran parte dell'opera guarda, comparativamente, all'origine della proprietà privata in Europa e ai diritti che tutelavano il possesso delle terre in India. La continuità logica con le sue opere precedenti viene meno solo in riferimento alla sua (apparente) accondiscendenza ed al maggior rispetto che dimostra nei confronti di coloro che ignorano gli insegnamenti dal passato e dalla storia.
Questa sua riabilitazione di coloro che, in passato, avevano avuto forti scambi di idee vide come protagonista anche il suo fraterno avversario Bentham.
Infatti, considerando congiuntamente le dottrine moderne in ambito romano, Maine affermò che "...lo jus gentium venne gradualmente idealizzato in una teoria morale (...) che fu dominate fino all'avvento delle dottrine etiche di Bentham." Village Communities in the East and West, infatti, contiene elementi che lasciano supporre la volontà di Maine di individuare un punto di contatto tra le diverse scuole ideologiche anglosassoni. Non rientrano, comunque, in questo ambito coloro che appartengono alla scuola utilitaristica che Maine continua ad attaccare con argomentazioni precise e taglienti. In merito a ciò, sono degne di nota le parole usate all'interno della terza lettura:
(Henry Sumner Maine)
(Henry Sumner Maine)
In Village Communities in the East and West, Maine si sposta rapidamente da temi inerenti all'Europa e l'India esprimendo, spesso, il suo disappunto nei riguardi dei suoi connazionali che tentarono di affiancare il sistema giuridico anglosassone a quello nativo indiano. Maine affermò con forza che "...un sistema giuridico è in stretta relazione con l'origine e con la tradizione di un popolo". Con questa espressione Maine si riferiva non al sistema giuridico indiano, bensì al Common Law affermando che questa struttura giuridica aveva una ragione d'essere solo nel suo paese d'origine ed inoltre questo inquinamento giuridico avrebbe portato alla sicura scomparsa di un sistema giuridico molto interessante e costruito sulla trasmissione di memorie e sulle consuetudini.
Prosegue Maine:
(Henry Sumner Maine)
Questi esempi, insieme ad altri già trattati, di disaccordo con il sistema giuridico inglese sono solo una piccola parte di una lista che si potrebbe stilare; R.C.J. Cocks ha notato come "...Maine odiasse l'abbondanza e l'eccessivo uso di tecnicismi dialettici al fine di dare un nuovo significato ad una parola" di cui il sistema giuridico inglese era saturo. Maine, ad ogni buon conto, non si limitò a criticare questi aspetti dialettici ma suggerì la strada da percorrere al fine di rendere più comprensibili gli atti legislativi.
La sua proposta (provocatrice) prende corpo all'interno della seconda lettura in maniera alquanto retorica; Maine infatti si chiede "Come mai il sistema giuridico inglese, che si basa su casi già trattati, non tende a migliorarsi ed a mantenersi al passo con i tempi (...) cosa che, invece, avviene con il sistema positivo ad opera degli interpreti?"
Questa osservazione dette a Maine la possibilità di discutere i benefici e le virtù di un sistema giuridico codicistico (di cui era grande conoscitore). La sua dissertazione prese spunto dai codici francesi che, a suo dire, vivevano sugli stessi capisaldi delle leggi originarie anglosassoni, ma che, grazie al lavoro dei commentatori e degli interpreti, seppero migliorarsi e mantenersi più aggiornati.
Lo studio giuridico contenuto all'interno di Village Communities in the East and West che ha fortemente catalizzato l'attenzione degli studiosi rimane, tuttavia, quello contenuto all'interno della prima lecture; tale lecture è riferita ad un argomento assai caro a Maine: il metodo storico ed il metodo comparativo.
All'interno di questo argomento, Maine prende in esame alcuni fenomeni paralleli con l'intento di scoprire se alcuni di questi sono connessi l'uno all'altro nell'ordine della successione storica. Al fine di sviluppare questo studio, l'Autore parte dal presupposto secondo cui il metodo storico, in alcune sue attuazioni, risulta indistinguibile da quello comparativo. Per illustrare questo concetto, usando le parole dell'autore, si riporta un breve, ma assai esemplificativo, passo della prima lettura: "Prendiamo una certa quantità di fatti, di pensieri e di usi contemporanei, e desumiamo la loro forma passata non solo dalle tracce documentali storiche, ma anche dagli esemplari viventi che ancora sopravvivono e che possono essere visti in qualche parte del mondo (...). Talvolta il passato risulta combaciare con il presente; altre volte è separato dal presente da una distanza che non può essere determinata o espressa cronologicamente. L'osservazione diretta viene così in aiuto all'indagine storica, e l'indagine storica viene in aiuto all'osservazione diretta. La peculiare difficoltà dello storico è data dal fatto che le attestazioni documentarie, per quanto possano essere osservate e riesaminate con occhio acuto, assai raramente sono suscettibili di addizioni; l'errore tipico di colui che osserva direttamente fenomeni collettivi o giuridici, che non gli sono consueti, consiste nel commisurarli troppo affrettatamente con fenomeni familiari che 'prima facie' appaiono della stessa specie.
I migliori storici moderni, sia in Inghilterra sia in Germania, si sforzano chiaramente di arricchire le loro risorse attraverso l'uso del metodo comparativo, e nessuno può essere vissuto a lungo in Oriente senza essersi reso conto, con rincrescimento, che un gran numero di conclusioni, fondate su un paziente studio personale delle consuetudini e dei pensieri orientali, è viziato dall'assenza di confidenza dell'osservatore con alcuni fatti elementari della storia giuridica occidentale."
Questa attenzione, e la sua profonda conoscenza del mondo orientale, porta Maine ad affrontare l'argomento più interessante di questo saggio: le comunità di villaggio.
Gli studi di von Maurer e di Nasse sulle usanze teutoniche dimostrano che le comunità agricole (inglesi e germaniche) pre-feudali consistevano in un numero di famiglie organizzate in distretti che comprendevano tre settori o marche: la prima era il villaggio in sé; la seconda era comune a tutti i membri della comunità; e la terza era divisa in "lotti" (cosiddetta Marca arabile) per poter essere coltivata da alcune famiglie.
Come lo stesso Maine suggerì all'interno di Ancient Law, in questo periodo non esisteva alcuna concezione di "diritto individuale" o di "proprietà individuale", quindi la Marca arabile veniva mantenuta e lavorata da alcune famiglie che poi avevano il compito di ridistribuire il ricavato in ugual maniera tra i membri della comunità. Partendo da questo stato dei fatti, Maine sviluppo la teoria secondo cui anche le originarie comunità teutoniche, che apparivano essere organizzate secondo uno schema basato sull'eguaglianza gerarchica, in realtà nutrivano la convinzione che all'interno delle vene di alcuni membri della comunità scorresse un sangue più puro e da questo tratto caratteristico si riconoscevano i capi del corpo sociale.
Questi "leader" (come li chiama lo stesso Maine) erano responsabili dell'organizzazione militare, politica e giuridica della comunità. La loro investitura aveva luogo, originariamente, sulla base di una procedura democratica e successivamente venivano direttamente nominati dall'uomo più anziano appartenente alla famiglia più importante delle comunità; inoltre, ai leader veniva attribuita una quota maggiore a seguito delle conquista di nuove terre. Proprio questa nuova situazione sociale fece nascere il termine "diritto" in relazione a una singola persona: i leader avevano diritto a una porzione di terra maggiore rispetto agli altri membri della comunità.
Lo studio e la vita di Maine lo portano a considerare anche le realtà collettive orientali; all'interno di Village Communities, l'Autore porta all'attenzione del lettore come alcune zone dei territori indiani, non influenzate dai coloni europei, mantenevano una struttura primitiva ed elementare avente come unica forma di aggregazione sociale il villaggio. Questa realtà sociale rappresentava per Maine un fossile vivente poiché conteneva tutte le caratteristiche della ricostruzione storica del periodo pre-feudale elaborata da Maurer.
Infatti, la società era strutturata in maniera gerarchica ed era comandata da "dispotici capifamiglia"; vi era una totale assenza concettuale di individuo e, conseguentemente, di proprietà individuale. Maine concluse il suo studio affermando come l'India sarebbe rimasta legata allo stato manoriale per lungo tempo ancora se non avesse vissuto l'imponente "invasione", di uomini e di idee, proveniente dall'occidente.

### International Law
Anche quest'opera risulta composta da un insieme di lectures composte da Maine durante la sua vita accademica. Risalgono al 1887 ma videro la pubblicazione solo nel 1915 grazie a Frederick Pollok.
La loro prefazione attesta l'originalità degli scritti affermando che "...le lectures sono integralmente tratte dai manoscritti di Maine... le quali non erano state scritte con l'intenzione di vederle pubblicate".
Questa raccolta, totalmente ignorata dalla critica e dagli studiosi, riassume i pensieri di Maine in merito al diritto internazionale di cui fu professore per oltre dieci anni. Il fascino di questo insieme di lectures sta nella trattazione semplice ed immaginifica di una materia che di per sé risulta essere gradevole grazie ad argomenti interessanti e sempre attuali. Gli argomenti giuridici trattati da Maine ricoprono molti aspetti di questa branca del Diritto come ad esempio le sue origini, le questioni inerenti alla Sovranità ed i problemi della guerra.
In più parti dei suoi appunti si trovano molti riferimenti al diritto romano e all'influenza che questo ha avuto anche sul diritto internazionale.

## Diritto internazionale

### Le sue origini e le sue fonti
Le norme di diritto internazionale hanno natura consuetudinaria; l'essenza della consuetudine, secondo il diritto contemporaneo, può essere individuata nel "comportamento costante ed uniforme tenuto dagli Stati, accompagnato dalla convinzione dell'obbligatorietà del comportamento stesso".
Il fondamento teorico di Maine relativo a questa branca del diritto non si discosta grandemente dalla definizione riportata. Maine affermava che l'elemento che rendeva possibile il rispetto del diritto internazionale era il deciso sostegno, da parte degli Stati, di un corpo di norme.
Maine non mancò di fare notare come questa forma di adozione di un sistema giuridico fosse assai simile alle realtà sociali che lui aveva avuto la fortuna di studiare in Oriente. Infatti, questi due sistemi giuridici che prima facie possono sembrare così diversi, avevano, in realtà, un elemento comune di grande importanza: l'adozione del corpo di norme ed il loro conseguente rispetto nascevano non da una sanzione minacciata in caso di disubbidienza, bensì dal consenso e dall'uso costante di tali norme sotto forma di "diritto spontaneo".
E invero che la consuetudine, per quanto nasca da un comportamento protratto nel tempo, necessita comunque di un'origine ideologica insita nel comportamento delle persone. Maine, al fine di individuare le radici teoriche e logiche di diritto internazionale prende spunto dalla grande forza di propagazione di cui i sistemi giuridici, ben strutturati, godono. L'autore riconosce questa attitudine, che definisce come "auto-propagazione", al diritto romano; una cospicua parte del diritto internazionale è rappresentata dal diritto romano, che, nel corso dei secoli è stato accettato ed assimilato da tutti i sistemi giuridici del vecchio continente. Naturalmente questa origine romanistica del diritto internazionale non si riferisce a tutto il corpus juris bensì a quello che venne adottato con il nome di jus gentium.
Facendo un passo indietro troviamo tracce di questo pensiero anche all'interno di Ancient Law dove Maine affermava che "...studiando il diritto delle Nazioni, sono rimasto stupito di come una gran parte di questo sistema sia composto esclusivamente da diritto romano allo stato puro. Ovunque vi sia una dottrina elaborata dai Giureconsulti romani, che risulti essere in armonia con lo jus gentium, possiamo rinvenire un 'prestito' da parte dei pubblicisti moderni".
Di grande importanza, al fine di individuare le fonti ideologiche del diritto internazionale, deriva la fondamentale distinzione tra lo stato di pace e quello di guerra, ed in particolare quale delle due nasca con l'uomo e quale sia, invece, una conquista successiva.
Maine sostiene che l'uomo sia nato con un istinto difensivo che lo ha portato a conoscere prima lo stato di guerra (o belligeranza) verso i propri simili mentre la pace sia esclusivamente una conquista moderna. Al fine di spiegare questa teoria, Maine utilizza ancora una volta i "fossili viventi" presenti nei territori nord americani, in Messico ed i nativi australiani. Le popolazioni di quei territori, che portavano nei loro comportamenti aspetti caratteriali ed istintivi chiaramente pronunciati, usavano torturare e flagellare i loro prigionieri (che non sempre coincidevano con i loro nemici ma che avevano la "colpa" di essere solo estranei alla loro comunità) prima di metterli a morte. Questa condotta fece intuire a Maine come l'uomo nasca con un'inclinazione nei confronti della guerra e, di conseguenza, il diritto internazionale deve la sua nascita dalla necessità di disciplinare, e di concretizzare, una condotta "nuova" per l'uomo: la pace.
Questa, essendo un elemento "esterno" alla natura dell'uomo o meglio una sua "conquista", necessitava di una regolamentazione che ne disciplinasse dettagliatamente la sua attuazione dal momento che l'istinto dell'uomo non ne comprendeva l'importanza.
I fatti storici che portarono alla luce l'importanza di una società multirazziale pacifica, ed alla conseguente avversione per la guerra, furono delle ingiustizie che fecero nascere in seno all'uomo un sentimento comune di riconciliazione e collaborazione. Riferendosi questi fatti, l'autore richiama grandi civiltà del passato notando come la struttura sociale degli egizi, degli assiri e dei persiani trovò fervore grazie all'istinto di rapacità dell'uomo piuttosto che per la loro umanità. Le prime popolazioni che trassero benefici da questo nuovo sentimento nascente nell'uomo furono quelle occidentali ed in particolare quelle romane. Infatti, in seguito al lungo periodo che caratterizzò l'ascesa dell'impero romano, la storia ci ha riportato tracce di periodi pace e collaborazione tra i popoli. Un lento processo evolutivo ha portato una riduzione della differenza sociale tra i sessi ed alla mitigazione dello schiavismo; gran parte di queste conquiste sociali devono la loro nascita alla venuta al mondo del Cristianesimo. La dimostrazione di ciò può essere rinvenuta in una società orientale che non fu di molto inferiore, per potenza ed strutturazione, a quella romana. L'impero cinese, che mai fu influenzato dalla fede Cattolica, non fece sua questa mitigazione della violenza e dell'istinto primitivo che, come detto, era parte integrante della natura umana.
L'autore prosegue la trattazione di questo capitolo prendendo in esame altri casi, analoghi a quelli già visti, al fine di dimostrare come l'occidente abbia potuto beneficiare di un'evoluzione sociale e civile totalmente sconosciuta all'Oriente. Maine, quasi provocatoriamente, parla prima dell'Impero indiano e poi della figura del Papa, poi delle realtà tribali per poi citare una liturgia anglicana.
Maine sostiene che le fonti del diritto internazionale vadano rinvenute genericamente nella necessità (non istintiva ma razionale) dell'uomo di creare un corpo di leggi che gli permetta di vivere seguendo i più elementari schemi di collaborazione tra le persone. Viceversa, per quanto riguarda le fonti specifiche, l'autore non si limita ad indicare come vena ideologica la consuetudine, ma va oltre indicando quali sono i principi che hanno influito sulla consuetudine stessa, indicando come soluzione il diritto romano che, a seguito della sua duttilità e dell'ampia diffusione geografica, ha notevolmente influenzato l'evoluzione storica e giuridica del vecchio continente.
Questa sua espansione gli ha permesso di entrare a fare parte del pensiero e del comportamento di tutti i paesi con cui venne a contatto anche nell'ipotesi in cui non venne mai codificato. Da tale comportamento, anche alla luce del significato che tutt'oggi viene attribuito al termine "consuetudine" , si può correttamente indicare come fonte del diritto internazionale sia il puro diritto romano.

### Autorità e sanzioni
Al fine di chiarire il significato di questi elementi del diritto internazionale, Maine si affida nuovamente al potere ispiratore che caratterizza il diritto romano. L'Autore rileva come anticamente lo Ius Gentium sia stato impiegato ed applicato in maniera "moderna", in maniera del tutto simile all'utilizzo odierno del diritto internazionale. In merito a questo fenomeno, Maine parla letteralmente di "crescita di dignità" del diritto romano volendo, probabilmente, intendere una nuova applicabilità del diritto stesso tale dare far risaltare ancor più le caratteristiche di duttilità e flessibilità di questo corpus iuris. Questa logica argomentazione affronta anche il problema del momento storico in cui tale mutamento si sia verificato.
Maine ritiene che tale trasformazione sia avvenuta durante il lungo periodo di pace (durato circa trecento anni) che caratterizzò il periodo intercorrente tra le vittorie augustee ed i primi anni del terzo secolo. Durante tale periodo storico, il diritto romano influenzò e modificò gran parte delle preesistenti strutture legislative europee, e tale dilatazione applicativa portò questo corpus iuris ad essere più duttile o meglio, usando le parole dell'autore, più plastico.
Il rapporto storico intercorrente tra la pace e questa mutazione del diritto invita Maine a cercare la natura della guerra, portandolo ad affermare che la definizione di guerra discende inevitabilmente dal proprio concetto di pace. Infatti, i suoi profondi studi lo hanno indotto a notare come i risultati dei ragionamenti della mente umana sono assai differenti a seconda se ci si trovi in guerra oppure in uno stato di pace.
In questa seconda lecture, Maine affronta una seconda argomentazione con la quale intende far notare come la "Legge delle Nazioni" si diffuse tra i Paesi non sotto forma di legislazione ma attraverso un processo più semplice e più antico. Al fine di dimostrare questo avanzamento giuridico, l'Autore prende in esempio gli Stati Uniti e i nuovi Stati dell'America Latina, che, essendo di recente istituzione, si sono trovati dinanzi al problema di recepire tutte quelle norme che disciplinano i rapporti tra Stati.
La loro attività di adeguamento giuridico prese spunto esclusivamente da testi, ovviamente di origine europea, aventi ad oggetto la descrizione dei rapporti consuetudinari che regolano i rapporti politici tra Stati. Questo lavoro di adattamento alle norme internazionali venne effettuato da pratici del diritto che, sistematicamente e meticolosamente, trascrivevano affermate consuetudini creando, purtroppo, volumi contrastanti ed incoerenti fra di loro.
In relazione a questa censurabile e delicata attività, Maine afferma che "Gli Stati, o gli organismi politici, devono essere considerati come persone giuridiche aventi una volontà pubblica capace e libera di fare cose giuste e cose sbagliate dal momento che altro non sono che un insieme di individui che promuovono interessi appartenenti alla comunità (...). La Legge delle Nazioni è un sistema assai complesso, composto da vari ingredienti. Si compone di principi generali di diritto e di giustizia, applicabili in ugual misura ai governi che rappresentano singoli individui così come ai rapporti ed al comportamento degli Stati; è un insieme di usi, di costumi e di opinioni indirizzato allo sviluppo del commercio e della civiltà in generale".
In assenza di un reale ed efficace adeguamento a queste regole, prosegue Maine, i rapporti tra gli Stati devono essere ispirati alle regole morali e giuridiche che discendono dai rispettivi ordinamenti giuridici; la Legge delle Nazioni, infatti, si fonda sui principi del diritto naturale e, in virtù di ciò, risulta ad esso parimenti legata in ogni momento dell'evoluzione giuridica. Questo adattamento a principi comuni risulta essere assai eterogeneo a seconda del continente in cui uno Stato si trova, infatti i capisaldi morali, giuridici, letterari ed artistici risultano assai difformi "...a seconda che ci si trovi da una parte dell'Atlantico o dall'altra", ma l'elemento che rende la moralità e l'etica così diversa tra continenti diversi va trovata nell'enorme potenza dominante che i principi cattolici hanno avuto sullo sviluppo giuridico europeo.
L'adattamento americano al diritto internazionale vide come chiave d'arco "Il digesto di diritto internazionale degli Stati Uniti" che consiste in una serie di documenti inerenti alle decisioni delle Corti Federali e ai convincimenti dei Procuratori dello Stato in ambito di diritto internazionale.
L'introduzione al primo volume afferma che "La legge degli Stati Uniti non deve, se possibile, essere plasmata su principi che siano contrari agli usi delle Nazioni ed ai principi generali del diritto internazionale. (...) Un atto del Congresso non deve, inoltre, ledere i diritti neutrali ed rapporti neutrali di commercio più di quanto non sia consentito dal diritto internazionale, o meglio, della parte di questo recepito dal nostro ordinamento.
L'esame di queste schegge dell'evoluzione del diritto internazionale negli Stati Uniti risulta essere assai interessante. Infatti, prendendo in esame le disposizioni testé dette, appare evidente come l'adattamento al diritto internazionale da parte degli Stati Uniti sia stato pieno di riserve e di artifizi.
Queste disposizioni permettevano una grande discrezionalità nei confronti della scelta delle norme da recepire permettendo, agli Stati Uniti, di non riconoscere disposizioni in maniera del tutto arbitraria. Gli incisi "...se possibile" e "...parte di questo recepito dal nostro ordinamento" non compaiono, infatti, in altri ordinamenti giuridici moderni che, invece, si adeguano alle norme di diritto internazionale generalmente riconosciute senza porre riserve. A testimonianza di ciò esiste un altro principio americano contenuto all'interno di questo digesto che sembrerebbe porre sullo stesso piano il valore della fonte più importante del diritto internazionale con le opinioni di giuristi ed esperti del diritto: "Il diritto internazionale si fonda sulla ragione e sulla giustizia, sulle opinioni di comprovati luminari giuridici e sulla pratica (consuetudine) delle nazioni".
Maine afferma che l'autorità del diritto internazionale deriva dal lungo procedimento che dà il consenso da parte degli Stati alle norme stesse: il diritto delle Nazioni è quell'insieme di usi e di consuetudini che gli Stati civili hanno accettato di utilizzare nei rapporti tra loro intercorrenti. I trattati non hanno questo valore e questa nobiltà ma riguardano solo gli Stati che vi hanno aderito. Vi sono, comunque, alcuni difetti genetici nel diritto internazionale: il meccanismo di sviluppo del diritto positivo potrebbe sicuramente portare a un accrescimento sistematico della coerenza del diritto internazionale rendendolo, oltretutto, più completo a fronte delle nuove necessità a cui è chiamato a far fronte.

### Sovranità dello Stato
All'interno di questo capitolo, Maine prende in considerazione le numerose problematiche che scaturiscono dall'acquisto della Sovranità territoriale da parte di uno Stato.
Lo Stato sovrano veniva definito come "una Comunità, o numero di persone, permanentemente organizzata sotto un Governo Sovrano indipendente, dove per Governo si deve intendere un potere, costituito, che eserciti la funzione di far rispettare le proprie leggi all'interno di una Comunità e che, a sua volta, non debba rispettare leggi altrui. Questi due elementi, uno positivo ed uno negativo, compongono l'essenza della nozione di Sovranità".
Questa macchinosa definizione fu il risultato di una lunga discussione dottrinale in atto nei secoli precedenti: infatti, durante il sedicesimo ed il diciassettesimo secolo vigeva, come detto, una concezione romanistica che si ispirava al dominium romano. Maine rileva come alcuni termini usati da Bernard riflettano una concezione del diritto internazionale che si consoliderà negli anni successivi grazie anche al sostegno che gli verrà offerto da Austin. Questa attenta analisi è riferita all'importanza ed al peso che Bernard conferisce al concetto di indipendenza nei confronti di un'autorità esterna allo Stato.
L'adozione di questo concetto come elemento fondamentale dell'indipendenza ha permesso, alla disciplina del diritto internazionale, di compiere un notevole passo verso la disciplina contemporanea della materia: la situazione politica dell'Europa ottocentesca era infatti fortemente caratterizzata dall'ingerenza negli affari pubblici di altri Stati, confinanti e non.
Questa situazione portò all'attenzione dell'autore la delicata questione dei protettorati che, paesi come Francia, Italia e Spagna avevano istituito nei territori costieri nordafricani ed australiani. Il concetto di protettorato che Maine fece suo, non si discosta dalla nozione contemporanea secondo cui "...le intenzioni di queste nazioni non contenevano alcun proponimento atto ad annettere le terre, né poteva essere in alcun modo accostabile al concetto che si usava dare al termine 'Colonia'". Alle tribù  era solo vietato di avere relazioni estere non espressamente autorizzate dallo stato protettore.
Proseguendo la dissertazione sui diritti che nascono dalla Sovranità, Maine mette in evidenza come questi diritti possano essere suddivisi in gruppi. Questo frazionamento, come era lecito pensare, non trovò concordi tutti i teorici del tempo: Grozio classificò queste norme come "norme di pace" e "norme di guerra". Al contrario, i contemporanei di Maine caddero nell'errore di classificarli come "diritti", ed in particolare come "diritti di pace" e "diritti di guerra". Queste distinzioni lasciarono assai perplesso Maine, il quale riteneva queste differenziazioni solo teoriche e non fondate su una solida teoria.
Più convincente apparve all'autore la classificazione effettuata da Mr. Hall il quale riteneva che la bipartizione in materia dovesse essere sviluppata alla luce della presenza di "diritti assoluti" e di "diritti ipotetici": i primi sussistevano in tempo di pace ed i secondi in circostanze eccezionali tra le quali lo stato di guerra. I diritti assoluti, secondo Hall, sviluppano la loro struttura fino a far nascere nuovi diritti ad essi dipendenti quali la possibilità di organizzarsi politicamente in maniera indipendente, il diritto di effettuare scelte autonome al fine di svilupparsi economicamente nella maniera ritenuta idonea a raggiungere la prosperità e, infine, il potere di occupare territori inappropriati e di annettere, con il consenso degli abitanti o degli aventi diritto, Stati e Province.
L'appoggio sostanziale alle teorie di Hall, lascia a Maine la possibilità di analizzare, e sostenere, questi diritti assoluti ed in particolare il diritto di raggiungere il benessere attraverso scelte autonome.
Maine si preoccupa di rilevare come il secondo diritto teorizzato da Hall abbia due conseguenze pratiche: che la libera iniziativa dello Stato esista sia per le scelte militari atte a difendersi, sia per le scelte strettamente riferite alla politica commerciale. Maine, inoltre, rileva come questi due aspetti che contraddistinguevano una politica indipendente siano stati scarsamente presi in considerazione da parte del diritto internazionale (del tempo) nonostante siano due pretesti che facilmente potrebbero dar luogo a una guerra. L'autore sottolinea questa necessità ricordando come i confini esistenti tra Francia e Germania siano presidiati da strutture ed infrastrutture militari atte sia a difendere sia ad offendere. Questo precario equilibrio necessita di una valida ed opportuna disciplina internazionale al fine di permettere una rapida ed efficace crescita dei rapporti internazionali in senso pacifico e cooperativo.
Il terzo dettato teorico di Hall merita, secondo Maine, un'analisi più approfondita non potendo essere rapportabile esclusivamente all'occupatio dei romani. Questa problematica, infatti, fu vissuta con molto interesse nel secolo scorso: le notevoli mire espansionistiche degli Stati europei e il rapido sviluppo demografico nel continente americano, misero a dura prova la fragile ossatura di questo ambito del diritto internazionale. I casi che si vennero a creare furono numerosi: navi che approdarono su lidi deserti, semplici avventurieri che si proclamavano sovrani di piccoli territori (spesso compresi tra confini di altri Stati sovrani) o che ne dichiaravano l'annessione alla Madre Patria senza però creare alcuna struttura permanente sul territorio.
Questi ed altri casi fecero nascere all'interno dell'autore la necessità di mettere ordine a una serie di norme assolutamente disomogenee e per questo inefficaci ed inappropriate.

### Diritti territoriali derivanti dalla sovranità
Al fine di affrontare questo argomento in maniera completa, l'autore si preoccupa di enunciare in maniera coerente e logica i principi su cui si fondano i diritti territoriali nascenti dall'appropriazione di territori mai occupati.
Come accennato nel capitolo precedente, Maine ritiene idonea la disciplina dell'occupatio romana: i presupposti richiesti da tale disciplina sono il contatto materiale con il bene che si vuole "occupare" in concerto con la coscienza e la volontà di appropriarsene.
Un aspetto molto delicato di questo istituto riguarda l'estensione del territorio che si ha diritto di dichiarare come proprio a seguito dell'occupazione. Gli insediamenti su un nuovo territorio, solitamente, si estendono solo sulle coste, dietro alle quali, però, si estendono amplissime distese di territorio inoccupato che, grazie al presidio litoraneo, non possono essere raggiunte (e conseguentemente conquistate) da altri Paesi.
Il principio internazionalistico dell'epoca prevedeva che, in tale situazione, la porzione di territorio sul quale si estendevano i poteri nascenti dall'occupatio non si estendessero oltre la linea di displuvio delle onde marine. Unica deroga a tale principio si aveva nel caso in cui fossero presenti due fiumi il cui corso ivi terminasse, facendo così sfociare le proprie acque, nella porzione di costa occupata. In tale situazione la porzione di territorio influenzata dall'occupatio si estendeva anche a quelle aree del suolo drenate da tali fiumi.
Maine porta alla luce anche il problema delle colonie: il potere delle nazioni "civili" ha ripetutamente schiacciato i diritti degli indigeni meno evoluti, dichiarando come sottomesse le loro (primitive) strutture politiche ed i loro territori. Questa situazione sembra all'autore come irragionevole; tale politica sembrerebbe posarsi su un'idea di norma internazionale che non possa essere utilizzata da coloro che non ne siano a conoscenza o che non ne abbiano mai fatto uso.
Il problema dell'estensione delle "sovranità" su territori occupati fa nascere in Maine la necessità di affrontare, se pur in maniera concisa, le questioni relative all'estensione della sovranità sulle acque. L'autore riferisce come sia una pratica assai diffusa nelle amministrazioni statali dell'epoca, quella di estendere i poteri nascenti dalla Sovranità anche sulle acque marittime, lacustri e fluviali adiacenti al territorio e sulle navi di proprietà dello Stato o di privati cittadini.
Lo studio e la disciplina di queste situazioni portano alla luce un problema assai complicato e dibattuto in seno alla comunità internazionale del tempo: il mare clausum ed il mare liberum. Purtroppo la disciplina romanistica non ha fornito ispirazioni sufficienti al diritto internazionale in questo ambito e, proprio per questo motivo, la questione risulta essere assai indeterminata e priva di precedenti utili.
La necessità intrinseca della presenza di una norma che disciplinasse questi aspetti, risiede nell'opportunità di impedire razzie e depredazioni lungo il litorale dello Stato. Maine rende evidente come il diritto internazionale moderno abbia sempre condiviso il principio giuridico del mare clausum: il Mare Adriatico, il Golfo di Genova, il Mare del Nord ed il Mar Baltico sono sempre stati "chiusi" e sottoposti al potere ed alla giurisdizione dei Paesi che si erano dichiarati sovrani. Questa disciplina, purtroppo, venne rigidamente limitata a causa dell'abuso perpetuato da numerosi Paesi (in particolare il Portogallo) in seguito alla scoperta di nuovi territori al solo fine di impedirne l'accesso ad altri Stati. Questo abuso fu particolarmente evidente con la scoperta dell'America del Nord e con il celebre doppiaggio del Capo di Buona Speranza.
Il problema della sovranità territoriale sull'acqua non riguarda, tuttavia, solo il mare. In merito a ciò, l'autore porta all'attenzione dei suoi alunni i problemi che possono nascere nel caso in cui un esteso (e navigabile) fiume attraversi più Stati. Questa situazione risulta essere assai complessa, infatti, la dottrina si è interrogata su quali fossero i diritti spettanti a ciascuno Stato in riferimento alla navigabilità delle acque del fiume. Le dottrine in proposito sono state molteplici: v'è chi sosteneva il diritto alla navigabilità del fiume solo all'interno dei propri confini; chi, al contrario, sosteneva che tutti gli Stati avessero il diritto di raggiungere il mare senza dover chiedere l'autorizzazione alle autorità statali dei paesi che si sarebbero attraversati; e chi, infine, sosteneva che ogni Stato avesse il pieno diritto di navigare tutto il tratto del fiume (sia verso la foce che verso la fonte) e, anche in questo caso, senza alcun obbligo di autorizzazione.
Alcuni studiosi del tempo affermavano che la navigazione "innocente"  non potesse essere limitata da nessun governo straniero dal momento che, avendo stabilmente fini commerciali, rientrasse all'interno dei già citati "diritti assoluti" che spettavano a uno Stato indipendente.
L'ultimo aspetto della Sovranità affrontato da Maine riguarda l'extraterritorialità del potere statale. Le questioni su cui si discuteva riguardavano, principalmente, le contese relative alla giurisdizione ed all'imperio sussistente su navi che avevano lasciato i lidi della Madre Patria.
L'indeterminatezza che contraddistingueva le questioni relative alla nazionalità delle navi, e conseguentemente delle giurisdizioni, portò nel 1814 a un violento scontro armato tra gli Stati Uniti e la Gran Bretagna. La causa di questo conflitto è da rinvenirsi nell'assurda pratica dei capitani di vascello inglesi che, arbitrariamente, fermavano le imbarcazioni neutrali che navigavano in alto mare e qualora sulla nave neutrale vi fosse imbarcato un marinaio inglese, lo obbligavano a unirsi alla ciurma della propria nave.
Il trattato che pose fine alla guerra purtroppo non fornì una disciplina al problema, ma si incentrò (quasi totalmente) nella reciproca promessa di dar vita a una nuova era di pace tra i due Stati.
Maine critica aspramente questa decisione affermando che "...niente impedisce a questa situazione di ripetersi nuovamente (anche tra Stati diversi) e, qualora dovesse accadere, nessun libro e, naturalmente, nessuna norma potrà aiutare a dirimere la questione".
Con questa affermazione l'autore mostra tutta la sua preoccupazione nel notare come la disciplina del diritto internazionale stenti a prendere una strada che lo possa elevare a fulcro dei rapporti internazionali.
Infatti, i crescenti contatti, sia diplomatici sia commerciali, tra Stati diversi necessitano (sempre secondo Maine) di un corpo di norme, il più possibile completo, che si mostri idoneo a garantire un sufficiente grado di determinatezza. Avendo preso atto dei lunghi periodi necessari ai 'comportamenti' per essere elevati a 'consuetudine', Maine auspica che siano i trattati, o più in generale gli accordi e le iniziative diplomatiche a colmare le lacune del diritto internazionale.

### Belligeranza navale o marittima
La finzione relativa all'extraterritorialità, accennata da Maine nella lettura precedente viene in rilievo, in modo particolare, nelle questioni relative alle più importanti figure appartenenti ai corpi diplomatici o, più in generale, in merito alla natura delle residenze diplomatiche nei Paesi stranieri. Tale principio, tuttavia, diviene rilevante anche in abito marittimo e navale e la fictio iuris permette di disciplinare i rapporti interni alla nave quando questa stia navigando fuori dalle acque territoriali. Maine incentra la sua quinta lettura sulle conseguenza nascenti da tale principio in periodo di guerra, sia sulle navi degli Stati contendenti che sulle navi appartenenti a Stati che si siano dichiarati neutrali rispetto al conflitto. Maine mette in evidenza come, grazie al principio di extraterritorialità, le navi (sia private che pubbliche) altro non siano che "oggetti di proprietà aliena galleggianti sul mare". L'eventuale cattura di una nave sarà, di conseguenza, disciplinata dalle norme che disciplinano la cattura di soldati o di truppe terrestri. Questa regolamentazione, fa notare Maine, deriva integralmente dal diritto romano: la proprietà di un nemico rappresenta uno degli istituti più antichi dell'antico diritto, e può essere ricondotto al ben più conosciuto principio della res nullius. L'autore, tuttavia, non si limita ad accettare questa disciplina ma si chiede in quale momento sia configurabile l'avvenuta cattura del nemico: "Il nemico può essere fatto prigioniero così come si cattura un volatile o un qualsiasi animale selvatico con volontà di farlo proprio; ma qualora l'animale dovesse scappare, cesserà di essere di proprietà di colui che lo ha catturato. Quindi, in quali casi si può affermare che il prigioniero di guerra sia 'di proprietà' di colui che lo ha catturato?"
La questione si mostra poco chiara poiché, anche in seno agli interpreti del diritto romano, non vi è mai stata un'unicità di vedute. Alcuni, tra i quali Grozio, sostenevano che l'unico parametro idoneo a dirimere la questione fosse il tempo: occorrevano, infatti, ventiquattro ore di prigionia affinché si potesse dichiarare la proprietà su un soldato nemico. Questa teoria fu presto soppiantata dal principio secondo cui, al fine di poter dichiarare di vantare diritti su un prigioniero, occorreva introdurre il nemico all'interno dei margini esterni del presidio romano (infra presidia). L'applicazione di questo principio, in ambito marittimo, comporta la semplice e logica sostituzione del presidio con il porto.
Più complicato appare il caso in cui una nave da trasporto neutrale abbia, nelle proprie stive, prodotti appartenenti a uno dei belligeranti oppure il caso contrario in cui una nave appartenente a uno degli Stati in guerra trasporti prodotti appartenenti a un paese neutrale.
Nel primo caso l'azione dello Stato belligerante, non potendosi dirigere verso la nave del Paese neutrale, dovrà essere diretta verso i prodotti imbarcati che diverranno di sua proprietà. Nel secondo caso, invece, il prodotti appartenenti allo Stato neutrale non potranno essere sequestrati.
Questi principi appaiono (anche agli occhi di Maine) piuttosto anacronistici e non idonei a dettare una disciplina valida e capace di far fronte alle crescenti esigenze dei rapporti internazionali.
L'autore si dimostra preoccupato nel far notare come gran parte delle norme che governavano le questioni diplomatiche in ambito marittimo fossero ancora ispirate a norme contenute all'interno del Consolato del mare.  La sua apprensione deriva dal fatto che il periodo storico in cui tali usi videro la luce fosse caratterizzato da una struttura commerciale ben diversa. Infatti, le rotte percorse dalle navi del tempo, non erano paragonabili alla fitta rete commerciale che si era sviluppata in seno al mediterraneo durante il diciannovesimo secolo. Vi erano usi, contemplati all'interno del 'Consolato del Mare', che prevedevano la conduzione di navi neutrali presso determinati porti; queste consuetudini, ai tempi di Maine, erano difficilmente applicabili poiché i cargo potevano trovarsi a una distanza notevole dal porto in cui dovevano essere condotti.
La 'Dichiarazione di Parigi del 1854' fu salutata dall'Autore con grande soddisfazione. Questo accordo fu sottoscritto dagli Stati che avevano combattuto la Guerra di Crimea e fu il primo atto con cui si cercò di conferire una disciplina moderna ed efficace a questo campo del diritto internazionale che faceva leva su antichi usi del tutto inidonei a far fronte alle crescenti esigenze politico-diplomatiche. I punti di maggior interesse di questo accordo furono quattro: l'abolizione del 'privateering'; l'affermazione che la bandiera neutrale ha il potere di coprire i beni dei nemici (con l'eccezione del contrabbando di guerra); la previsione secondo cui i beni appartenenti a uno Stato neutrale non possano essere confiscati e, infine, introduzione dell'obbligo per i blocchi navali di essere realmente idonei ad evitare l'approdo costiero alle navi nemiche.
Le speranze di Maine furono, purtroppo, presto disilluse. Infatti questo accordo non ebbe il seguito che i sottoscrittori si auspicavano: il rifiuto da parte degli Stati Uniti di recepire tali principi all'interno del proprio ordinamento giuridico, indusse numerosi altri Stati a comportarsi allo stesso modo. Maine ritiene, in proposito, che il comportamento di questi Paesi non fosse dettato dalla condivisione delle riserve espresse dagli Stati Uniti, ma dal timore di imporsi limitazioni militari rifiutate dallo Stato che si preparava a divenire il più potente del mondo.
Questo atteggiamento rappresentò, per Maine, un enorme passo indietro nella lunga strada che porta a un diritto internazionale coerente e completo. La complessità delle questioni relative alla 'Dichiarazione di Parigi' hanno indotto l'autore ad affrontarle in una lettura ad esse integralmente dedicata.

### Dichiarazione di Parigi
Come accennato nel paragrafo precedente, Maine dedica integralmente una lettura, che comunque risulta essere la più breve, alla Dichiarazione di Parigi. I motivi che lo hanno spinto a tale scelta sono rinvenibili nell'intenzione di portare all'attenzione dei suoi studenti i reali motivi che portarono al fallimento di tale accordo.
Come accennato in precedenza, l'autore rimase assai deluso nel notare come l'accordo del 1854, che poteva divenire la chiave di volta del diritto internazionale marittimo moderno, si trasformò dolorosamente in una semplice verifica diplomatica. La posizione statunitense fu duramente attaccata da Maine che annotò come gli interessi economici fossero realmente antagonisti della certezza del diritto internazionale.
Il motivo che spinse gli Stati Uniti a non recepire all'interno del proprio ordinamento i dettati imposti dalla Dichiarazione, fu il rifiuto di rinunciare al 'privateering'. Le ragioni di questa scelta furono molteplici ma, in particolare, la giustificazione è da rinvenirsi nel fatto che il crescente sistema produttivo nordamericano traeva grande beneficio dall'attività economica legata al mare. Questa politica aveva tra le sue maggiori risorse proprio il 'privateering' che, oltretutto, permetteva ali Stati Uniti di "proteggere" il proprio mercato nazionale dalla concorrenza dei prodotti esteri.
Questa motivazione spinse gli Stati Uniti a proporre agli Stati firmatari del precedente accordo, l'adozione di un testo della Dichiarazione di Parigi a cui, naturalmente, erano stati apportati alcuni emendamenti di carattere sostanziale. Il punto principale su cui i plenipotenziari nordamericani avevano incentrato la propria attenzione era l'abrogazione del primo punto della Convenzione: l'abolizione del 'privateering'. Tale situazione provocò un acceso dibattito tra gli internazionalisti del tempo che, per la prima volta, si trovarono davanti a una scelta diplomatica e giuridica così delicata. Maine, correttamente, notò come questa proposta non rilevasse solo per il suo significato intrinseco, ma per il suo contenuto politico ben delineato. La scelta non doveva essere espressa solo nei termini del 'privateering' ma si doveva guardare oltre: l'approvazione del modello americano rappresentava l'ammissione dell'egemonia politica nordamericana e, molto più importante, significava per il diritto internazionale, imboccare una strada lastricata di compromessi.
Maine non si sbilancia in merito: non esprime il suo parere sul fatto se fosse auspicabile (per il diritto internazionale) non accettare la proposta americana e, conseguentemente, attendere un diverso momento per dare al diritto internazionale basi solide, oppure se sia più utile acconsentire a questa modifica al solo scopo di permettere a questa branca del diritto di avviarsi verso un'attività di adeguamento.
La proposta americana non fu accettata e la Convenzione di Parigi rimase disapplicata.

### Mitigazione della guerra
L'evoluzione della guerra è stata segnata da periodi storici in cui i diritti umani non venivano tutelati in alcun modo.
Maine, all'interno di questa lettura, riporta una descrizione dettagliata di questi momenti ricordando come l'assenza di regole etiche e giuridiche in questo ambito possa condurre a barbare atrocità.
I casi riportati si riferiscono alla riduzione drastica di abitanti di alcune città (Maine riporta come la popolazione di Magdeburgo sia stata ridotta da 30000 a 2700 unità) unitamente alle modalità di esecuzione. In questi periodi storici, infatti, non veniva fatta alcuna distinzione tra soldati e civili: i rischi derivanti dallo stato di guerra veniva equamente ripartito tra tutta la popolazione e le incursioni militari all'interno delle abitazioni erano assai frequenti.
Il passaggio tra il XVIII ed il XIX secolo fu segnato, tuttavia, da una rivalutazione dei principi ispirati al concetto di umanità e di rispetto per la natura dell'uomo. Il significato di questo passaggio venne colto anche dai governi dei maggiori Stati mondiali. L'ispiratore di questi principi filosofici, politici, sociali ed etici fu Jean Jacque Rousseau che poggiò gran parte delle sue teorie sui capisaldi della Legge di Natura.
I tentativi per applicare questi fondamenti morali in ambito politico furono numerosi: le manovre politiche di Alessandro II di Russia, la Convenzione di Bruxelles del 1874 e la Convenzione di Ginevra ne sono alcuni, ottimi esempi.
Insieme a queste dimostrazioni, Maine porta all'attenzione dei lettori il "Manuale di Regole ed Usi ad utilizzo dei militari" che venne redatto al termine della guerra di Secessione. Questo testo riporta alcuni obblighi a cui dovranno attenersi i militari in guerra al fine di eliminare i comportamenti e le azioni di guerra troppo cruenti.
L'adozione di questo manuale da parte di Francia, Germania ed Inghilterra fu vista come la chiara intenzione da parte degli Stati europei di aderire a questa dominante corrente etica e di accettare regole atte a conferire una maggiore dignità alla natura umana. Maine analizza tre punti fondamentali di questa guida; il primo di questi riguarda il concetto di guerra: «La guerra in senso stretto è uno scontro armato tra nazioni indipendenti ed il potere di dichiararla spetta esclusivamente al potere sovrano di uno Stato. Nella nostra Nazione, l'annuncio formale è rappresentato da una proclamazione effettuata da Sua Maestà».
Questo dettato viene analizzato da Maine traendo spunto dalla nozione degli antagonisti e da ciò che tale nozione comporta. L'autore saluta con soddisfazione questa definizione poiché si parla esplicitamente di conflitto tra Nazioni indipendenti, senza accennare in alcun modo ai rispettivi cittadini. Questo dettaglio ha un'enorme importanza sostanziale: per la prima volta la guerra non è «...guerra tra uomo e uomo, ma guerra tra Stato e Stato.» Questa suddivisione concettuale palesa la volontà di limitare il rapporto bellico esclusivamente ai militari senza coinvolgere (in alcun modo) i cittadini e, particolarmente, le donne ed i bambini.
La seconda parte del "manuale" analizzata da Maine riguarda quelle tecniche militari che devono essere bandite dalla guerra perché troppo crudeli o ignobili. L'attività oggetto di questa previsione è da rinvenirsi particolarmente nell'avvelenamento. Al termine "avvelenamento" l'Autore concede un significato molto ampio facendovi rientrare sia la sofisticazione dei prodotti alimentari e l'inquinamento delle risorse idriche, sia l'avvelenamento delle armi (ovviamente delle armi bianche).
Questa previsione dimostra compiutamente la volontà degli Stati di mitigare gli effetti inumani della guerra: i significati in cui Maine ha voluto far rientrare il concetto di "avvelenamento" rappresentano, nel primo caso, una vigorosa tutela delle popolazioni civili e, nel secondo, difendono i militari da morti crudeli e dolorose.
L'ultimo punto di questa analisi effettuata da Maine riguarda l'assassinio ed i risvolti che questo comporta in guerra: "L'assassinio è contrario ai costumi di guerra. L'assassinio è rappresentato dall'omicidio a tradimento di uno o più soldati nemici. L'essenza di questa figura è rappresentata dall'inganno che non deve essere confuso con l'astuzia". Questa previsione, sostiene Maine, fu introdotta in seguito all'uccisione di Guglielmo D'Orange che creò, in seno alla diplomazia, il timore che un tale comportamento potesse divenire di uso comune nel risolvere conflitti tra gli Stati.

### Moderne leggi di guerra; norme sui prigionieri e sugli ambienti di prigionia
Con le conclusioni contenute all'interno di queste letture, Maine prosegue la dissertazione iniziata con "La mitigazione della guerra" riportando altri esempi di comportamenti non ammessi in tempo di belligeranza. I punti che l'Autore analizza riguardano la struttura delle armi ed i comportamenti che devono essere tenuti in tempo di guerra.
Per quanto riguarda gli strumenti di offesa, Maine prende atto dell'impossibilità di disciplinare l'utilizzo di determinate armi sia per il controsenso intrinseco che ciò comporterebbe, sia perché la tecnologia, per definizione, è in continua evoluzione e le invenzioni si susseguono con una rapidità tale da rendere anacronistico un atto di regolamentazione subito dopo la sua emanazione.
Questa impossibilità non impedisce però a Maine di criticare aspramente (particolarmente sotto l'aspetto etico) l'utilizzo di determinate armi di nuova invenzione quali la torpediniera ed il rostro navale. Queste armi, secondo l'Autore, sono responsabili di impressionanti distruzioni; al fine di dimostrare questi ragionamenti l'autore riporta l'esempio del recente conflitto che ha visto come protagoniste queste armi: la guerra di secessione nordamericana. Durante questo conflitto, il grande numero di soldati che hanno perso la vita hanno visto sparire anche la dignità propria della natura umana: i motivi dei decessi e le condizioni dei corpi dei soldati ritrovati nei campi di battaglia hanno poco da spartire con il concetto di dignità.
Oltre alle (crude) descrizioni riportate da Maine, queste letture contengono anche importanti precisazioni in merito alla condizione dei prigionieri di guerra e dei mezzi ausiliari di soccorso. La condizione dei prigionieri di guerra venne regolamentata, per la prima volta, secondo principi ispirati alla correttezza ed al rispetto del nemico. La cattura di un soldato nemico portava, fino ad allora, a una situazione del tutto simile a quella dello schiavo: il soggetto perdeva, oltre alla libertà, anche la nazionalità ed i diritti civili e poteva essere utilizzato per qualsiasi scopo ritenuto utile da parte dei suoi nemici.
L'introduzione di una regolamentazione della materia apportò sostanziali modifiche statuendo che la cattura di un soldato rivale comportasse esclusivamente l'estromissione dal combattimento da parte del prigioniero e che al termine del conflitto il militare avesse il diritto di tornare in patria: la cattura, quindi, aveva solo la funzione di impedire a un soldato, non più allineato nel proprio esercito, di prendere parte combattimenti. Oltre a queste regole, venne stabilito che in nessun modo il prigioniero potesse essere sottoposto a violenze o messo a morte. L'unica situazione in cui un nemico catturato poteva essere condannato a alla pena capitale si aveva quando il ruolo istituzionale ricoperto all'interno del proprio esercito era quello di spia. Per quanto riguarda, infine, i prigionieri di guerra, questi dovranno essere oggetto di scambio alla fine del conflitto e ciascun soldato imprigionato sarà valutato, ai fini dello scambio, sulla base del suo grado militare.
L'analisi che Maine effettua, al contrario, in merito alla regolamentazione del ruolo e dei diritti dei mezzi ausiliari di soccorso, immerge le sue radici in uno dei più importanti atti internazionali del secolo scorso: La Convenzione di Ginevra del 22 agosto 1864.
Questa Convenzione, strutturata in dieci articoli, prevede alcuni dettati ispirati ai più alti principi di correttezza e di etica.
Il primo articolo è dedicato alle strutture ed alle infrastrutture di soccorso e prevede che queste, (ambulanze ed ospedali), debbano essere considerate come neutrali fin quando ospitino una persona bisognosa di cure. Oltre a questi elementi, devono essere considerali come estranei al conflitto tutte le persone stabilmente occupate in tali strutture. L'eventuale occupazione militare dell'area geografica non deve in alcun modo comportare l'interruzione dei servizi medici ed ospedalieri. Profondamente innovativa risultano, poi, anche le previsioni contenute all'interno del quinto e del sesto articolo ove si prevede che "...devono essere considerati come non allineati gli abitanti del Paese che hanno la possibilità di prestare soccorso alle persone ferite in battaglia" (...) "...le infrastrutture militari dovranno ospitare tutte le persone che abbiano subito lesioni gravi durante il combattimento, prescindendo dalla loro nazionalità e dallo schieramento militare di appartenenza".
La seconda lettura presa in esame, si conclude con un'analisi effettuata dall'autore di un insieme di regole di grande interesse giuridico e diplomatico la cui attuazione risulta, tuttavia, assai problematica: questi dettami riguardano, infatti, il comportamento che devono tenere i civili, qualora la propria Nazione si trovi in stato di guerra.
Le norme che avrebbero dovuto disciplinare queste circostanze prevedevano, innanzitutto, che "...il primo compito di un cittadino è quello di difendere la sua Patria, ma questa protezione deve avvenire secondo i principi giuridici ed etici che regolano lo stato di belligeranza. Queste regole richiedono che un nemico debba essere messo in grado di distinguere gli individui appartenenti ai corpi dell'esercito regolare dai semplici cittadini".
Maine non si lascia sicuramente sfuggire l'assurdità di questa previsione: "...non è difficile comprendere come mai il dettati di questa Convenzione non siano stati mai applicati..." L'autore, infatti, porta all'attenzione dei lettori esempi recenti in cui, durante una battaglia, i militari ed i civili non risultavano più distinguibili tra loro attraverso il semplice esame visivo degli indumenti.
Tutte queste prospettive vengono viste da Maine con un'enorme soddisfazione sia perché rappresentano (indubbiamente) una svolta nella considerazione che viene data alla natura umana, sia perché rappresentano una valida testimonianza della volontà degli Stati di intraprendere una strada, fino ad allora, sconosciuta nei rapporti internazionali fatta di collaborazione e di cooperazione reciproca.

### Studi sulla guerra terrestre
Come nelle letture precedenti, Maine introduce questo argomento ricordando come la Convenzione di Bruxelles abbia mancato i suoi propositi di porre norme efficaci sulle condotte che i militari avrebbero dovuto seguire in periodo di guerra. Questi comportamenti sono, infatti, regolate dai manuali di condotta che i governi degli Stati civili hanno consegnato ai loro Ufficiali di campo.
Queste condotte divengono rilevanti, in particolare, qualora una parte del territorio di uno degli Stati contendenti sia un territorio "occupato".
La disciplina giuridica di queste aree geografiche è riconducibile alla regolamentazione romana del "postliminium" a seguito di un'occupazione.
Un "invasore" può essere definito come tale qualora sia nella disponibilità fisica di parte di uno Stato in seguito a un combattimento o per abbandono dei territori da parte del Paese avente diritto. L'occupazione deve essere reale e non nominale e qualora, riguardi un'area geografica inscindibilmente legata a un'altra, questa verrà implicitamente estesa a tutto il territorio in oggetto. L'occupazione cesserà nel momento in cui si interromperà il contatto fisico tra il territorio e l'esercito dello Stato aggressore. All'interno del distretto invaso non vigerà né l'ordinamento giuridico dello Stato occupato, né quello del Paese occupante bensì saranno solo leggi di guerra a dovere essere rispettate. Sarà, comunque, concessa la possibilità all'esercito che abbia occupato un territorio, di istituire dei tribunali speciali per far fronte ai reati commessi dagli abitanti del territorio occupato. Al contrario, per quanto concerne i soldati, questi dovranno continuare a rispettare le leggi emanate dai loro rispettivi governi.
Qualora un'occupazione abbia portato alla conquista definitiva di un territorio nemico, i governi dei rispettivi Paesi sottoscriveranno un trattato di pace. Il trattato di pace, nota Maine, è una conquista piuttosto recente della diplomazia e consiste nella rimozione dei presupposti e dei contenuti della guerra.
La distinzione tra il trattato di pace e l'armistizio risiede nell'esigenza, per il trattato di pace, di essere espressamente autorizzato dallo Stato, mentre, l'armistizio potrà essere richiesto (e di conseguenza concesso) a seguito della semplice manifestazione di volontà da parte degli Ufficiali dell'esercito. Esistono una serie di norme che disciplinano le attività consentite in seguito a un armistizio: la più interessante prevede che durante l'armistizio gli eserciti non possano modificare gli schieramenti delle truppe o, più genericamente, non è consentito intraprendere attività militari che non possano essere interrotte dal nemico senza dover ricorrere all'uso delle armi.
Al trattato di pace segue, nella quasi totalità dei casi, la resa. Con questo atto un governo accetta le condizioni militari e territoriali in cui si trova. Le concessioni politiche e geografiche, che dovranno essere rispettate dallo Stato soccombente, sono direttamente dipendenti dalla situazione militare sul territorio.
Anche l'introduzione, ed il conseguente rispetto, di queste norme viene salutata da Maine come una conquista per il diritto internazionale. Si ricordi che l'Autore sostiene che il diritto internazionale ha la responsabilità di regolare i rapporti di pace e non le situazioni di belligeranza poiché queste ultime risultano essere strettamente legate alla natura umana.

### Diritto di cattura derivante dalla presa del territorio
L'ultima, breve, lettura avente ad oggetto questioni giuridiche, è dedicata dall'autore ai diritti che vengono attribuiti a un esercito a seguito di un'occupazione militare completata con successo. I diritti a cui si riferisce Maine riguardano, in particolar modo, quelli aventi ad oggetto i beni immobili ed i beni mobili presenti sul territorio conquistato. Negli Stati orientali, ed in particolare in India, un bene oggetto di proprietà privata risulta avere un legame più stretto con il territorio su cui si trova che non con il suo legittimo proprietario.
Nessuna questione giuridica può essere posta per quanto riguarda i beni immobili: questi passano di diritto all'occupante. Più incerto appare, al contrario, il destino dei beni mobili. Questi, infatti, non possono essere classificati nella loro “globalità” come un insieme omogeneo di res ma saranno disciplinati in maniera diversa a seconda della loro natura. Nessun'azione può essere considerata più barbara di quella che comporta la distruzione, lo smarrimento o la confisca degli archivi dello Stato, degli atti dei tribunali e degli atti storici di un Paese; un invasore può consultarli e copiarli, ma la sottrazione o la distruzione di questi documenti è un atto incivile e contrario agli usi di guerra. Questo comportamento, non portando alcun beneficio all'invasore, deve essere considerato alla stregua di un atto puramente selvaggio.
Con questa frase, Maine introduce in maniera chiara e decisa la differenziazione sistematica che si deve realizzare in riferimento ai beni mobili che possono essere oggetto di contesa. Oltre ai citati atti aventi carattere politico ed amministrativo, l'Autore prende in considerazione i comportamenti diretti verso i beni facenti parte del patrimonio artistico e culturale di uno Stato. Le opere d'arte ed in particolare le sculture e le pitture, rappresentano l'identità e la natura di un Paese e la loro sottrazione lederebbe l'essenza dello Stato.
Assai simile a questa disciplina, appare la regolamentazione in ambito militare dei saccheggi e delle depredazioni che possono essere eseguite dalle truppe.
Le considerazioni dell'autore in riferimento a questi atti risulta essere in contrasto con la grande eticità dimostrata nel trattare altre questioni di diritto internazionale. Infatti, Maine si mostra intransigente nei soli confronti del saccheggio non autorizzato dall'Ufficiale di campo; la motivazione data dall'autore consiste nella considerazione che i beni abbandonati dai civili in fuga, altro non siano che res nullius e, come tali, libere da ogni legame giuridico. L'analisi di questo pensiero dell'autore, mostra un forte contrasto con il suo ideale secondo cui "...la guerra deve essere uno scontro tra Stati e non tra persone".

### Propositi per eliminare la guerra
L'ultima lettura dell'opera è composta da considerazioni dell'autore in merito alle riforme che il diritto internazionale dovrebbe affrontare al fine di eliminare la guerra dai mezzi di risoluzione delle controversie internazionali.
In merito, Maine osserva attentamente le realtà politiche e religiose degli Stati che fanno parte della comunità internazionale notando come alcuni estremismi religiosi, incompatibili con una politica fatta di collaborazione e sviluppo, influenzino radicalmente le scelte istituzionali di molti Paesi. Al tempo stesso, tuttavia, porta alla luce i principi cattolici che ripudiano la guerra come strumento diplomatico e politico.
Le strutture idonee ad interrompere le attività militari dei singoli Paesi dovevano avere compiti di controllo sulla sicurezza internazionale e funzioni di coordinamento tra le diverse politiche degli Stati. Un aspetto di notevole importanza doveva, inoltre, essere assolto da una Corte che avesse il potere e la legittimità di statuire in maniera vincolante per gli Stati aderenti.
Maine ricorda, poi, come fino ad allora si considerava la guerra come "...un arbitrato le cui sorti erano lasciate ad un'entità sovrannaturale..."; questa concezione venne gradualmente abbandonata e dal momento che non esisteva alcun tribunale che potesse statuire sulle controversie internazionali, si faceva sentire l'esigenza di poter ricorrere a un arbitrato volontario. Questa regolamentazione rende opportuna, comunque, una disciplina assai dettagliata al fine di evitare una politica fatta di tentativi; infatti Maine nutriva il timore che alcuni Stati, vista l'assenza di un rischio di perdite economiche e militari, potessero ricorrere a questa forma di giurisdizione volontaria anche quando erano coscienti di non aver alcun diritto valido da far valere.
Un ostacolo di non facile risoluzione è tuttavia rappresentato dalla composizione del Collegio giudicante. Tra le parole dell'autore si può notare un forte scetticismo nei confronti dell'imprescindibile imparzialità dei componenti del corpo giudicante: i rapporti internazionali, per definizione, si basano sulla politica e questa, in qualsiasi momento storico, si è appoggiata su reciproche concessioni e su coalizioni più o meno pubbliche. Oltre a una struttura giuridica che statuisca su conflitti tra Stati, sarebbe assai opportuna anche una vera propria Corte di Giustizia. Le norme del diritto internazionale impongono agli Stati il mantenimento di determinate regole e comportamenti, ma non esiste alcun organismo che abbia la facoltà di imporre sanzioni agli Stati in caso di mancata osservazione delle norme che regolano i rapporti tra Stati.
Il riferimento a un grado di indeterminatezza spesso accompagna la Legge delle Nazioni. Questo aspetto deriva dall'origine strettamente consuetudinaria del diritto internazionale che permette (indubbiamente) di poggiarsi su comportamenti approvati e recepiti dalla gran parte degli Stati ma che conduce, in alcuni casi, a un'approssimazione che non reca beneficio alla sua diffusione.
Il ricorso a una codificazione del diritto internazionale sorreggerebbe sicuramente la sua espansione facendo leva sulla determinatezza, ma con tutta probabilità l'opera di codificazione, oltre ad essere un lavoro dai contenuti amplissimi, sarebbe sicuramente influenzato dal potere politico dei governi degli Stati più potenti.
Oltre all'influenza da parte degli Stati più progrediti, la codificazione priverebbe (probabilmente) il diritto internazionale di un suo aspetto peculiare: la dinamicità. Questo suo particolare carattere gli ha permesso di mantenere, negli anni, una modernità assoluta, permettendogli di far fronte (attraverso l'analogia o il ricorso ai suoi capisaldi) a delle situazioni nuove e non previste dalla consuetudine. Nel considerare i vantaggi della codificazione occorre, poi, anche pensare a come ci si comporterebbe innanzi a un fatto mai accaduto prima e non contemplato dalle norme scritte.

## Conclusioni
Le opere scritte da Maine sono la dimostrazione che la giurisprudenza può essere anche una forma di letteratura. Lo stile, la chiarezza e la semplicità dei testi permetteranno a questi saggi di essere letti anche in futuro. Gli argomenti trattati potranno conoscere dottrine diverse e diversi punti di osservazione ma l'occhio scrupoloso ed onesto di Maine rimarrà sempre indicato come un valido punto di riferimento.
La chiave di volta del suo consenso risiede, oltre che nelle dette caratteristiche, nella sua capacità di rimanere vergine a fronte dei punti di vista dei suoi colleghi disegnando così una realtà nuova ma mai infondata. Le sue esposizioni affrontano costantemente il rapporto tra gli elementi giuridici più che l'elemento nel suo insieme. Questo stile espositivo lo ha obbligato ad illustrare i suoi modelli con esemplificazioni che si sono sempre dimostrate accurate e confacenti all'argomento trattato. La storia è stata per lui lo strumento imprescindibile per spiegare l'evoluzione giuridica moderna: ogni cammino che porti a un progresso (giuridico e non) fonda le sue radici in un accadimento storico che deve essere conosciuto e capito per comprenderne l'essenza. Per Maine i risultati non hanno significato se non si conosce il cammino che si è dovuto percorre. Il principale bersaglio del suo metodo storico era costituito dall'"ipotesi" di una legge e di uno "stato di natura" che l'autore trattava "come una falsità empirica, suscettibile di essere confutata storicamente". Il modello giusnaturalistico, in tutte le sue varianti, si fondava sulla credenza, più o meno consapevole, in "una condizione non storica della società o dell'individuo"; il ricorso alla storia, secondo Maine, svelava la falsità di questa credenza, e mostrava il carattere moderno delle idee delle istituzioni che i giusnaturalisti avevano attribuito al mitico "uomo naturale". L'individuo non era un presupposto o un punto di partenza, ma il risultato di un graduale processo evolutivo: il diritto antico, scriveva Maine, "ignora quasi totalmente l'individuo; non si occupa degli individui, ma delle famiglie, non dei singoli, ma dei gruppi".
Se la filosofia giuridica, fondata sull'ipotesi di uno stato di natura, restava "l'antagonista principale del metodo storico",   non mancavano, nelle sue opere, ed in particolare nelle pagine di Ancient Law, gli spunti polemici nei confronti delle giurisprudenza analitica di Bentham e di Austin. I teoremi dei giuristi analitici, al pari di quelli degli economisti politici, lungi dal fondarsi sui "principi universali della natura umana", erano il risultato di un'osservazione ristretta al presente di alcune società.
Il metodo storico "affinato e corretto" dal metodo comparativo, promuoveva un allargamento decisivo del campo d'indagine, sia sul piano temporale che su quello geografico. L'osservazione diretta di quelle società in cui le primitive istituzioni "ariane" meno erano soggette ad influenze esterne, e in primo luogo della società indiana di cui era profondo conoscitore, veniva in aiuto all'indagine storica, e viceversa. L'unico rimprovero che Maine muove alla scuola storica è quello di non aver saputo introdurre il proprio patrimonio culturale all'interno della vita contemporanea. "Ancient Law: its Connection with the Early History of Society and its Relation to Modern ideas": il titolo stesso dell'opera principale di Maine dimostra l'importanza che aveva per l'autore il raccordo tra il passato ed il presente; la Scuola Storica non doveva limitarsi a una sterile analisi degli accadimenti del passato, ma aveva il compito di osservarli sotto una luce alimentata dall'esperienza degli anni trascorsi.
Tuttavia la vita professionale ed il suo grande spessore culturale di Maine lo portarono a conoscere entità del diritto assai lontane dalla scuola storica e romanistica.
Come tutte le persone dotate di forte carisma, Maine è stato spesso criticato da parte dei suoi colleghi. Alcuni suoi scritti, tuttavia, appaiono eccessivamente influenzati dal desiderio di rendersi difensore valoroso della cosa pubblica di cui è stato incaricato per numerosi anni; come Popular Government che, essendo una raccolta di articoli giornalistici, lascia trasparire una faziosità politica che non giova all'immagine di un uomo che ha contrassegnato le opere letterarie e la sua vita con la coerenza e la sistematicità.
Indipendentemente da queste considerazioni riteniamo che l'effettivo merito di Maine sia quello di aver esteso la possibilità di conoscere il mondo giuridico anche a coloro che non ne facevano parte, e di aver permesso a chi, al contrario, ne era già conoscitore, di scoprirne nuovi aspetti. Gli strumenti che gli hanno permesso di raggiungere questo risultato sono da considerarsi importanti quanto lo scopo raggiunto: un linguaggio semplice, essenziale ma mai scarno. Il tutto osservato da un punto di vista, fino ad allora mai sperimentato, fatto di esperienza e di metodicità.